# Eurovision Song Contest
L'Eurovision Song Contest (in francese Concours Eurovision de la chanson), in italiano Concorso Eurovisione della Canzone, già Gran Premio Eurovisione della Canzone, noto anche come Eurofestival o semplicemente Eurovision, è un festival musicale internazionale nato nel 1956 a Lugano e organizzato annualmente dai membri dell'Unione europea di radiodiffusione.
Dalla prima edizione nel 1956, il concorso è stato trasmesso ogni anno senza interruzioni in tutto il mondo, fatta eccezione per il 2020 (anno di scoppio della pandemia di COVID-19), rendendolo uno dei programmi televisivi musicali di livello internazionale più longevi di sempre. È anche l'evento non sportivo più seguito al mondo: i dati d'ascolto degli ultimi anni a livello internazionale sono stati stimati tra 100 e 600 milioni.
Il concorso è trasmesso in diretta radiofonica e televisiva sui canali principali e secondari dei membri dell'UER, nonché in Eurovisione; viene trasmesso anche in altri paesi al di fuori della zona europea di radiodiffusione tra cui Australia, Canada, Cina e Stati Uniti d'America. Con l'avvento del terzo millennio è stata inoltre introdotta la trasmissione dell'evento in diretta attraverso le piattaforme Internet eurovision.tv e poi, dal 2016, su YouTube attraverso il canale ufficiale dell'evento.
Dall'ESC sono derivati numerosi spin-off tra cui la versione dedicata ai giovanissimi, denominata Junior Eurovision Song Contest, una versione canadese, una statunitense denominata American Song Contest e una sudamericana.

## Storia

### Nascita e scopo

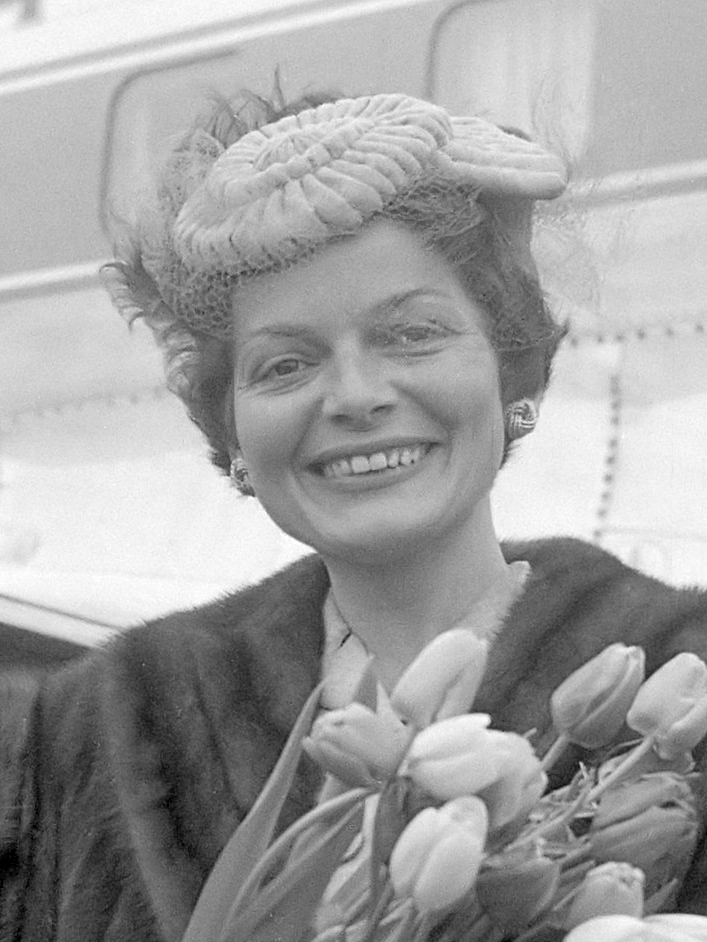
Lys Assia, prima vincitrice dell'Eurovision Song Contest

Negli anni cinquanta si era appena conclusa la seconda guerra mondiale e i paesi europei erano impegnati nella ricostruzione delle proprie città, cercando un modo di lasciarsi alle spalle gli attriti del passato. Nel frattempo la televisione stava muovendo i primi passi, e con la nascita dell'Unione europea di radiodiffusione, nel 1950, si ricercò un programma televisivo che potesse coinvolgere e unire le diverse nazioni.
Sergio Pugliese, drammaturgo e giornalista italiano all'epoca presidente della RAI, suggerì di puntare su una gara canora, prendendo come modello il Festival di Sanremo, alla quale potessero prendere parte i diversi stati europei. L'idea piacque a Marcel Bezençon, all'epoca direttore generale dell'UER, e dopo vari incontri in varie sedi, il 19 ottobre 1955, a Palazzo Corsini alla Lungara, a Roma, si stabilì la data in cui avrebbe preso il via Il Festival Europeo della Canzone (Eurofestival).

### I primi anni
La prima edizione si tenne l'anno successivo, il 24 maggio 1956, presso il teatro Kursaal di Lugano, in Svizzera, con la partecipazione di sette Paesi: Belgio, Francia, Germania Ovest, Italia, Lussemburgo, Paesi Bassi e Svizzera, che presentarono due canzoni ciascuno. La prima edizione fu vinta dai padroni di casa con Refrain di Lys Assia; non furono annunciati né il secondo né il terzo classificato, né i rispettivi punteggi. Inizialmente era prevista la partecipazione di Austria, Danimarca e Regno Unito, tuttavia le emittenti non si iscrissero in tempo, rimandando l'esordio all'anno successivo.

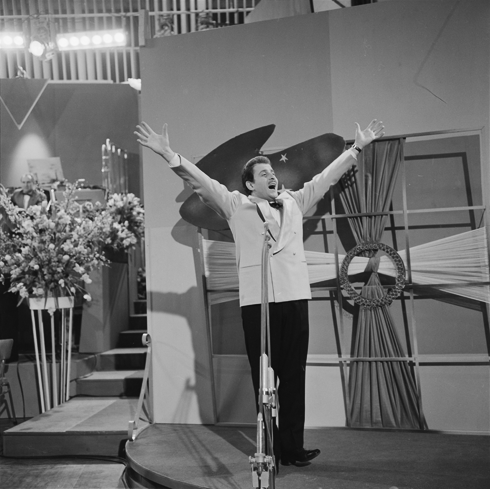
Domenico Modugno mentre canta Nel blu dipinto di blu per l'Italia all'Eurovision Song Contest 1958

Fu deciso che la manifestazione sarebbe stata ospitata a turno dai Paesi partecipanti: per la seconda edizione fu selezionata la Germania Ovest, portando il neonato festival nel land dell'Assia, a Francoforte sul Meno. Quest'anno la quota dei partecipanti si alzò a 10, con gli esordi di Austria, Danimarca e Regno Unito, pertanto i Paesi partecipanti furono autorizzati a portare un solo brano, anche se furono ammessi per la prima volta i duetti. Vinsero i Paesi Bassi, rappresentati da Corry Brokken con Net als toen. A causa dell'eccessivo protrarsi dell'esibizione italiana di Nunzio Gallo (sesto classificato), che con la sua Corde della mia chitarra occupò ben 5:09 minuti della trasmissione, fu introdotto un limite di durata per i brani a 3:00 minuti - limite ancora oggi in vigore.
A partire da quell'edizione fu introdotta la regola secondo cui il Paese vincitore sarebbe stato invitato a organizzare e ospitare l'edizione successiva. Fu così che l'edizione del 1958 fu ospitata a Hilversum (Paesi Bassi) e quella dell'anno dopo a Cannes (Francia). Queste due edizioni hanno visto l'esordio di altre due nazioni: la Svezia e il Principato di Monaco. L'esibizione italiana di Domenico Modugno nel 1958 con Nel blu dipinto di blu, nonostante si fosse classificato solo al terzo posto, è rimasta una delle più emblematiche e ricordate esibizioni dell'Italia all'Eurovision Song Contest. L'artista italiano gareggiò anche l'anno successivo con Piove (ciao ciao bambina) giungendo sesto su undici partecipanti.

### Anni sessanta
Nel 1960 la manifestazione si spostò nella capitale del Regno Unito, Londra, in seguito al rifiuto dei Paesi Bassi di ospitare nuovamente la manifestazione. La conduzione dell'evento spettò a Katie Boyle, conduttrice televisiva italo-britannica dipendente della BBC che passerà alla storia per aver presentato quattro edizioni del concorso canoro. Vincitrice di questa edizione fu la canzone Tom Pillibi, eseguita da Jacqueline Boyer, rappresentante della Francia, che ospitò l'edizione successiva sempre a Cannes. Questa edizione vide la vittoria del lussemburghese Jean-Claude Pascal con Nous les amoureux.

In questi anni esordirono la Norvegia (1960), la Spagna, la Finlandia e la RSF Jugoslavia (1961).

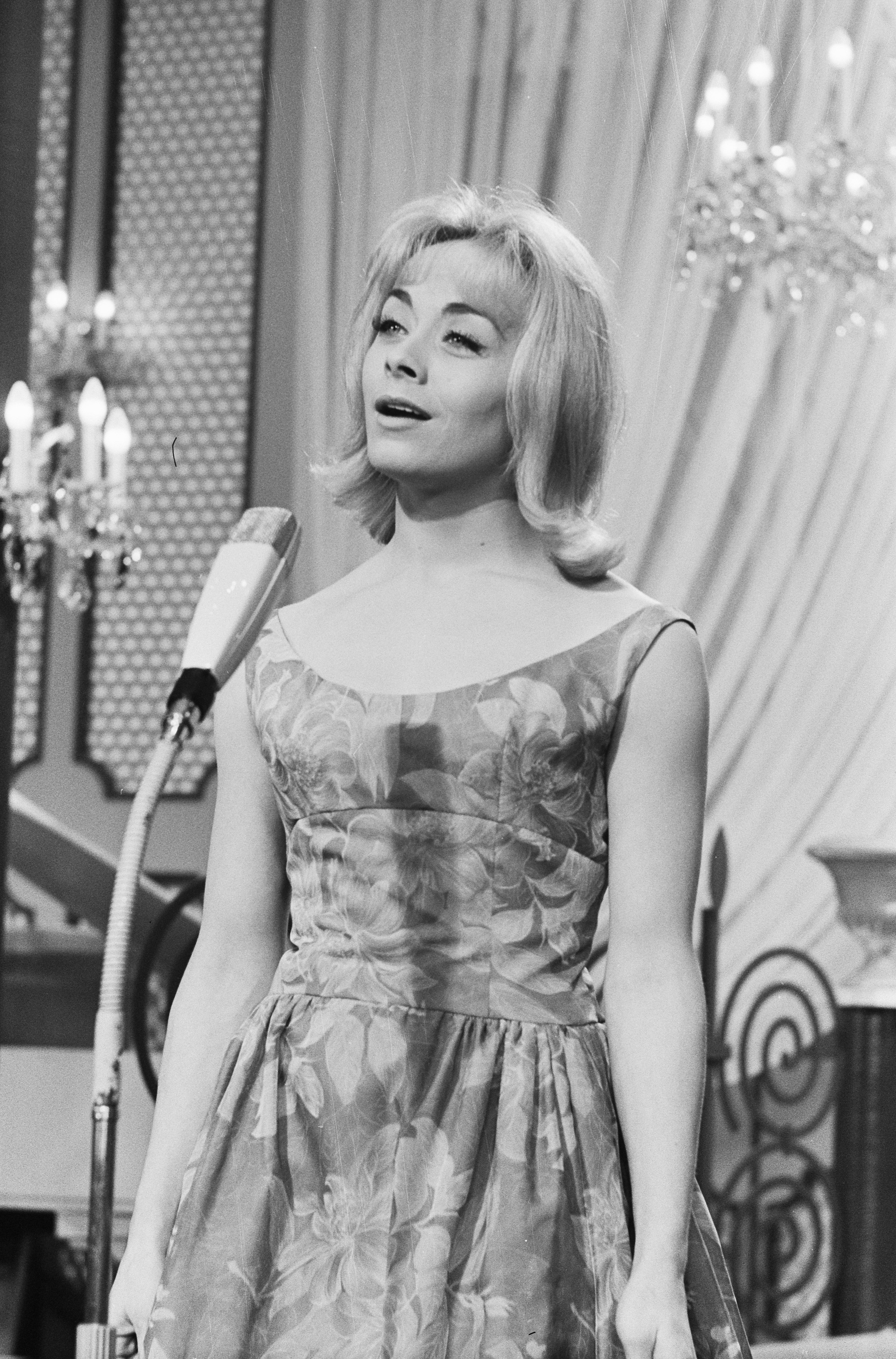
Isabelle Aubret, vincitrice per la Francia nel 1962

Il piccolo Granducato di Lussemburgo accettò di ospitare nella sua capitale la settima edizione della manifestazione (1962), che vide la terza vittoria della Francia con Isabelle Aubret, oltre che le prime assegnazioni di 0 punti ad alcuni concorrenti.

Nonostante la vittoria francese, la successiva edizione fu ospitata nuovamente da Londra e fu presentata nuovamente da Katie Boyle. La vittoria della Danimarca di Grethe e Jørgen Ingmann portò il festival per la prima volta in Scandinavia.

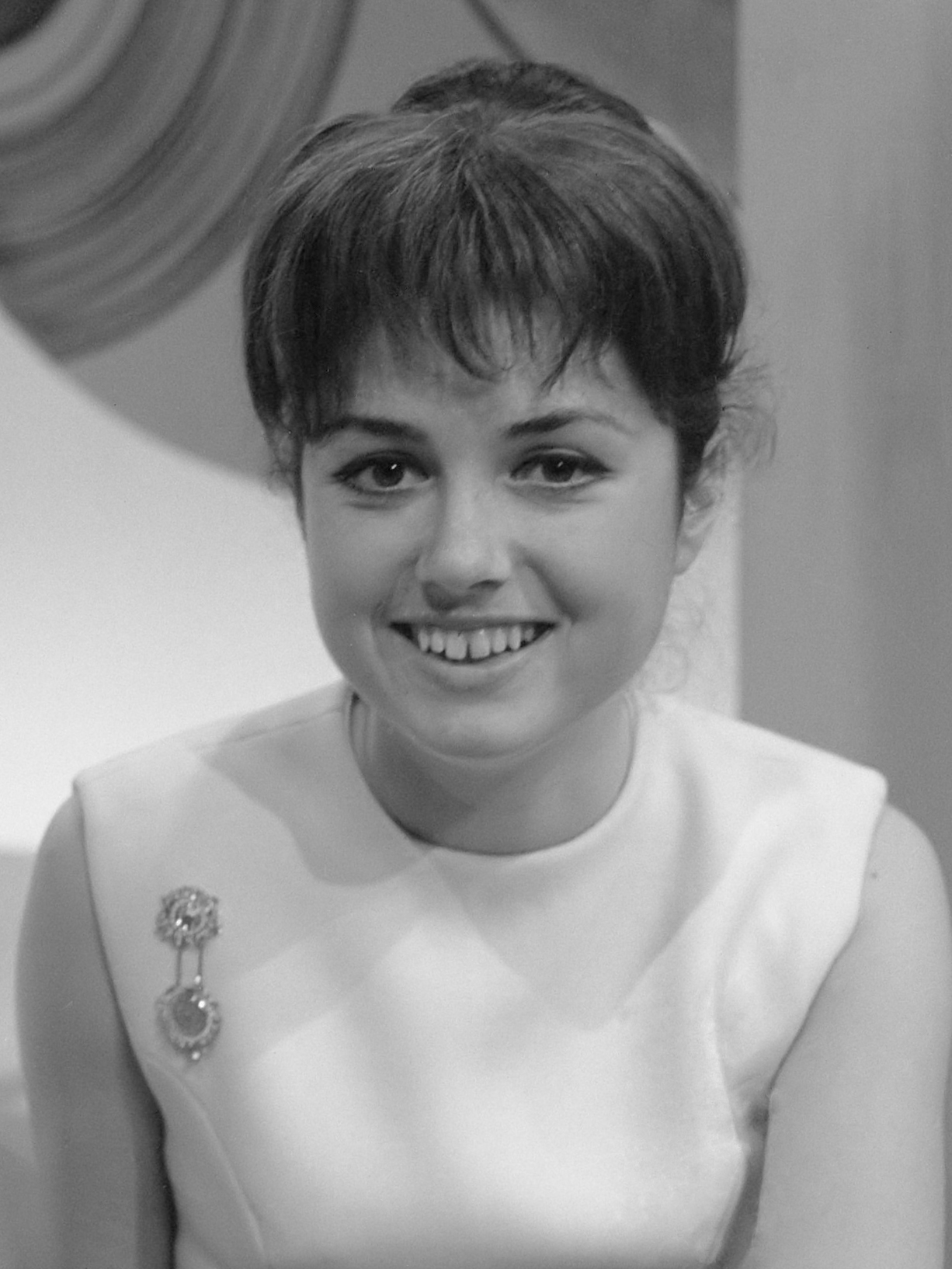
Gigliola Cinquetti, prima vincitrice italiana nel 1964

 Alla Tivolis Koncertsal di Copenaghen, nel 1964 vince per la prima volta l'Italia, con la sedicenne Gigliola Cinquetti e la sua Non ho l'età, che portò la manifestazione nella penisola italiana, in particolare all'Auditorium Rai di Napoli, dove il Lussemburgo si aggiudicò la sua seconda vittoria grazie alla giovane cantante francese France Gall con Poupée de cire, poupée de son. Per la prima volta il festival raggiunse i Paesi dell'Est Europa venendo trasmesso in alcuni di essi, inclusa l'Unione Sovietica. Il Lussemburgo accettò di ospitare nuovamente l'Eurovision, vinta dall'austriaco Udo Jürgens con Merci, Chérie. Gli unici due Paesi a esordire in questi anni furono il Portogallo (1964) e l'Irlanda (1965). Come ormai d'usanza, l'Austria, in quanto vincitrice, ospitò la dodicesima edizione dell'Eurovision Song Contest, introducendo le telecamere nella cosiddetta green room, il luogo dove gli interpreti attendono i risultati al termine delle loro performance. Quest'anno segnò la prima vittoria del Regno Unito con Sandie Shaw con il brano Puppet on a String, che decide di ospitare per la terza volta la manifestazione presso la Royal Albert Hall di Londra. La vittoria andò alla Spagna di Massiel, con La, la, la, che diede la possibilità alla capitale spagnola, Madrid, di ospitare, per la prima e unica volta, il festival.

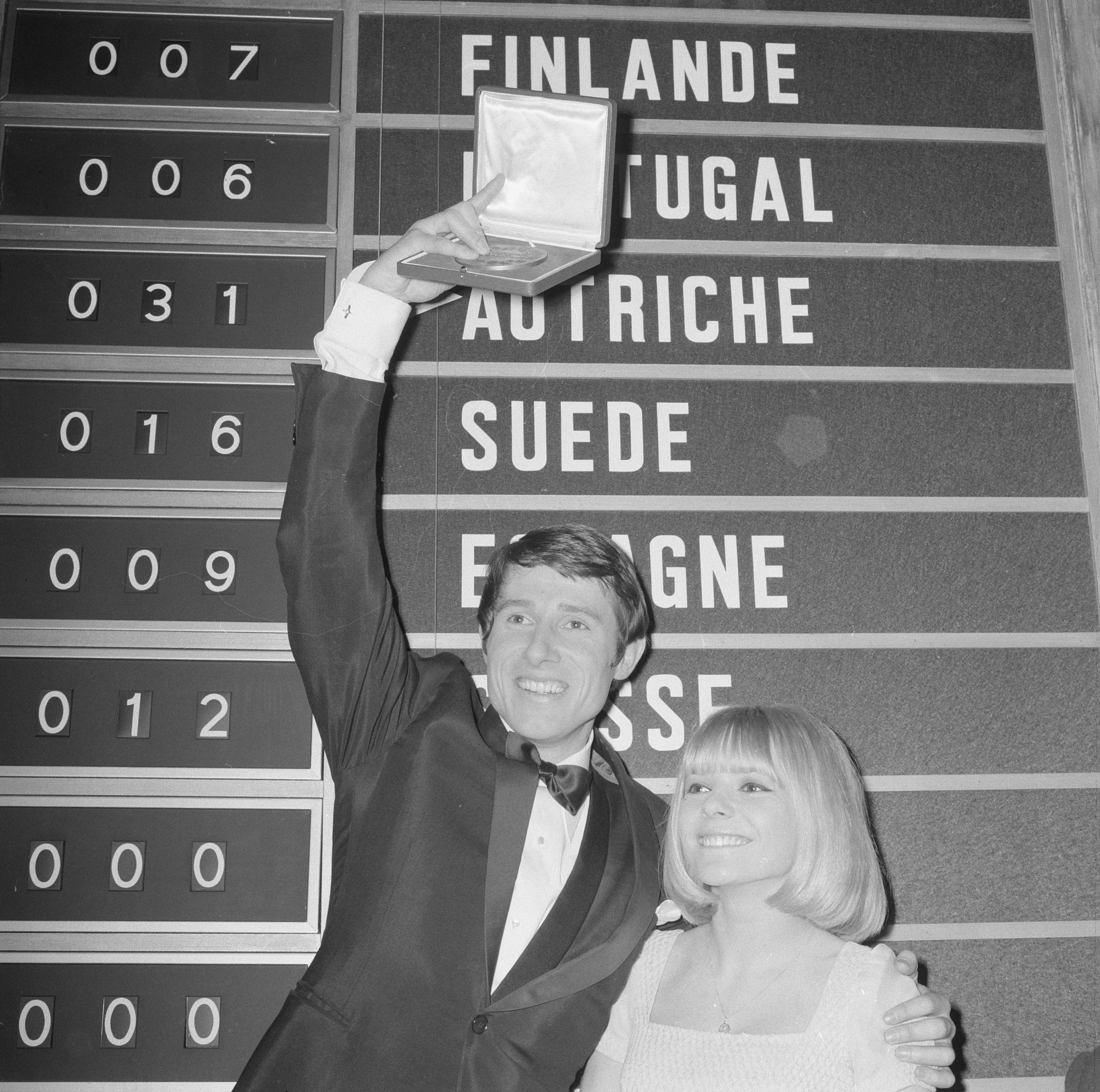
Udo Jürgens e France Gall

L'edizione del 1969 è anche ricordata come teatro di uno degli incidenti più imbarazzanti della storia della manifestazione, ovvero la vittoria ex aequo di ben quattro partecipanti: Francia (rappresentata da Frida Boccara), Paesi Bassi (con Lenny Kuhr), Regno Unito (Lulu) e Spagna (Salomé). Non essendo prevista nel regolamento alcuna modalità di spareggio, i quattro furono premiati come vincitori. Si innalzò un'ondata di malcontento tra i partecipanti che portò al ritiro per protesta di tre Paesi (Finlandia, Norvegia e Svezia). Questa edizione inoltre non fu estranea alle polemiche di stampo politico, come testimoniato dal ritiro dell'Austria, che si rifiutò di partecipare a un evento ospitato da un Paese fascista, com'era la Spagna sotto la dittatura del caudillo Francisco Franco.

### Anni settanta

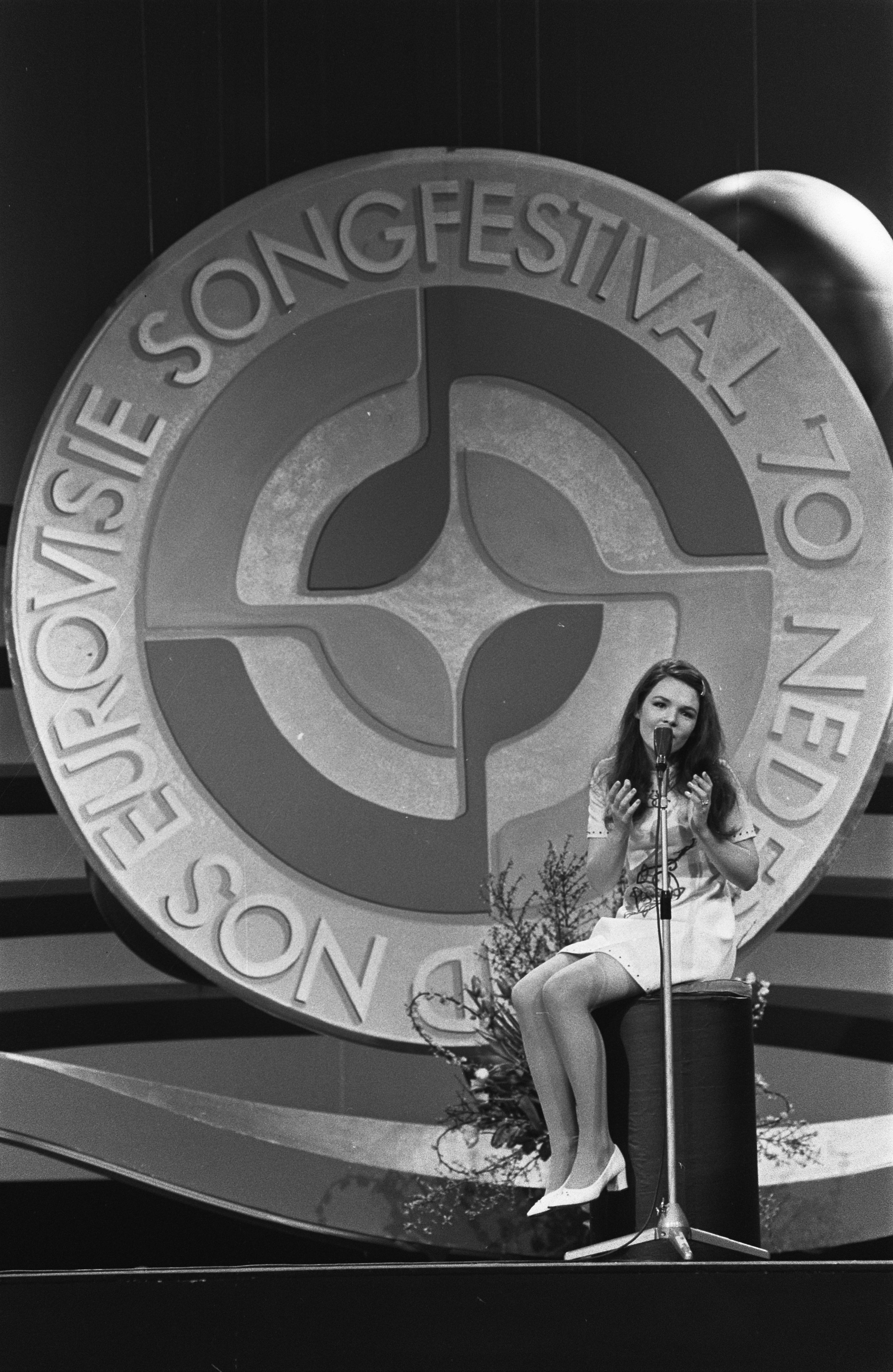
Dana, vincitrice dell'edizione del 1970, tenutasi ad Amsterdam

Per l'edizione 1970 si decise di estrarre a sorte, fra i quattro vincitori dell'anno precedente, il paese che avrebbe organizzato la quindicesima edizione del concorso. L'organizzazione fu appannaggio dei Paesi Bassi: ad Amsterdam partecipano solo 12 Paesi a seguito dei ritiri per protesta di Finlandia, Norvegia e Svezia e per il ritiro a sorpresa del Portogallo. A vincere è Dana con All Kinds of Everything per l'Irlanda. Vengono introdotte per la prima volta le cosiddette postcards (cartoline) che appaiono prima delle esibizioni e inoltre viene istituita una regola per impedire la situazione degli ex aequo dell'anno precedente.
Nel 1971, al Gaiety Theatre di Dublino, esordisce Malta, con il ritorno di Austria, Finlandia, Norvegia, Portogallo e Svezia. A vincere sarà Séverine con Un banc, un arbre, une rue per il Principato di Monaco. Viene introdotta una nuova regola che limita il numero di esecutori sulla scena a 6, gruppi inclusi.
Dopo la sofferta rinuncia del Principato di Monaco, l'edizione del 1972 viene ospitata presso la Usher Hall di Edimburgo, dove si afferma per la terza volta il Lussemburgo con la cantante greca Vicky Léandros con Après toi. Ha sorpreso particolarmente la concorrente irlandese Sandie Jones, che ha cantato Ceol On Ghrá, completamente in gaelico irlandese.

Il Lussemburgo ospita nuovamente l'evento il 7 aprile del 1973, presso il Théâtre Municipal di Lussemburgo, trionfando ancora con l'iconica Tu te reconnaîtras della cantante francese Anne-Marie David. In questa edizione esordisce il primo Paese extraeuropeo, Israele, provocando molta preoccupazione, risultata in un rafforzamento della sicurezza. Nel 1973 viene abolita la regola che restringeva il ventaglio di lingue utilizzabili dai cantanti, ma a causa dei pessimi risultati conseguiti negli anni precedenti si ritirano Austria e Malta. 

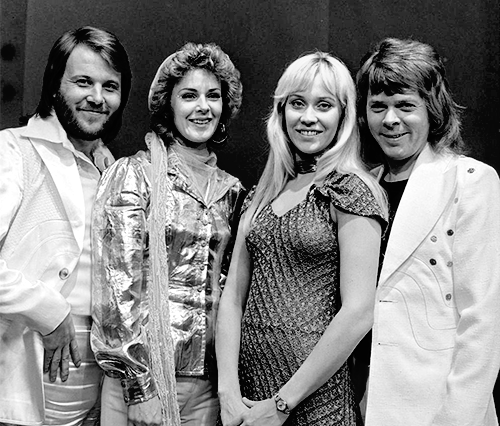
Gli ABBA, vincitori per la Svezia nel 1974

Nel 1974, stante il rifiuto della tv lussemburghese, l'evento fu ospitato dal The Dome di Brighton e vide l'esordio della Grecia (allora ancora una monarchia) e il ritiro della Francia, a causa dell'improvvisa scomparsa dell'allora presidente della Repubblica Georges Pompidou. A vincere fu per la prima volta la Svezia con gli ABBA e uno dei loro maggiori successi, Waterloo, davanti l'Italia rappresentata da Gigliola Cinquetti con Sì.
Nel 1975, a Stoccolma, è invece la prima volta della Turchia, con il ritiro improvviso della Grecia e la vittoria dei Paesi Bassi con i Teach-In e Ding-a-dong. Successivamente si scoprì che la Grecia si era ritirata a causa del conflitto con la Turchia, scoppiato dopo l'invasione di Cipro, infatti i due Paesi si incontreranno solo nel 1978. A partire da questa edizione viene utilizzato il sistema di votazione ancora oggi in vigore, in cui ogni Paese partecipante assegna punti alle 10 canzoni preferite.

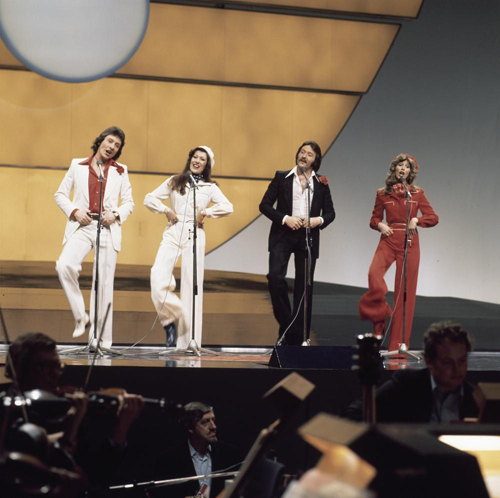
Il gruppo Brotherhood of Man, vincitore per il Regno Unito nel 1976

Nel 1976, presso l'Al Congresgebouw di L'Aia, ritornano Austria e Grecia e si ritirano Svezia, Turchia e Malta, con la vittoria dei Brotherhood of Man con Save Your Kisses for Me per il Regno Unito.
La 22ª edizione viene ospitata ancora una volta a Londra e quest'anno tornano la Svezia e si ritira la Jugoslavia. Trionfa nuovamente la Francia con Marie Myriam con L'oiseau et l'enfant. Era prevista la partecipazione della Tunisia, tuttavia il Paese si ritirò all'ultimo momento senza dichiarare la causa.
Nel 1978, il Palais des Congrès di Parigi ha ospitato l'evento, che ha visto il ritorno di Danimarca (ritirata nel 1967) e Turchia, con la prima vittoria di Israele per opera di Izhar Cohen & Alphabeta con A-Ba-Ni-Bi. Durante la diretta l'emittente televisiva giordana ha interrotto la trasmissione dichiarando il Belgio (2º classificato) vincitore a causa delle relazioni con lo Stato di Israele.
Nel 1979 l'Eurovision viene ospitato per la prima volta da un Paese non europeo, infatti si tiene a Gerusalemme, in Israele. Ciò causa il ritiro della Turchia, che si rifiutò di partecipare in un territorio tuttora oggetto di conflitto, tuttavia vincono i padroni di casa con Hallelujah di Gali Atari & Milk & Honey.

### Anni ottanta

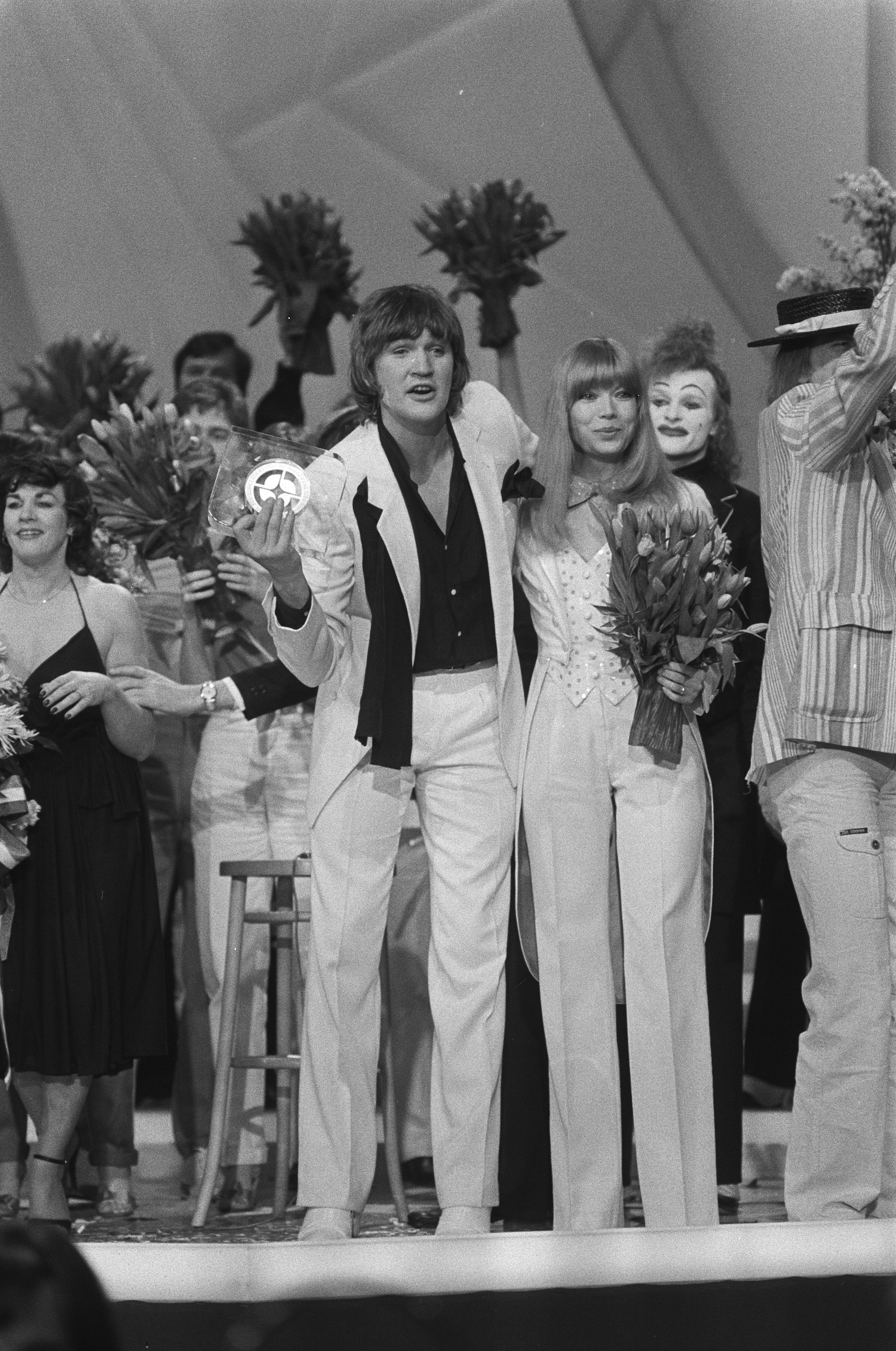
Johnny Logan vincitore nel 1980 per l'Irlanda

A causa del rifiuto della televisione pubblica israeliana di ospitare l'edizione successiva per via di problemi finanziari, l'edizione del 1980 venne affidata alla NOS, emittente televisiva dei Paesi Bassi, e ospitata dal Congresgebouw de L'Aia, e vide la partecipazione per la prima e unica volta di uno Stato africano, il Marocco, e i ritiri di Israele e Monaco. A vincere sarà Johnny Logan con What's Another Year per l'Irlanda.
Nel 1981 l'evento si tiene nuovamente a Dublino, e vede il primo ritiro dell'Italia e del Marocco. Esordisce Cipro, e tornano sia la Jugoslavia sia Israele. Vince per la quarta volta il Regno Unito con i Bucks Fizz e la loro Making Your Mind Up.
Nel 1982, presso il Conference Center di Harrogate, continua l'assenza dell'Italia, affiancata da Grecia e Francia, e l'edizione viene vinta da Ein bißchen Frieden, cantata da Nicole per la Germania Ovest.
Nel 1983 l'Eurovision si tiene a Monaco di Baviera, con il ritorno di Italia, Francia e Grecia, ma con il ritiro dell'Irlanda. L'edizione sarà vinta nuovamente dal Lussemburgo con Corinne Hermès con Si la vie est cadeau.
L'edizione del 1984 viene ospitata per la seconda volta al Théâtre Municipal di Lussemburgo, e prevedeva l'ingresso dell'Islanda nella manifestazione (che non avvenne per mancanza di fondi). Si sono ritirati Grecia (su iniziativa di ERT) e Israele (per rispettare la festività ebraica dello Yom HaZikaron), ma torna l'Irlanda. A vincere il concorso è la Svezia con i fratelli Herreys con il brano Diggi-Loo Diggi-Ley.
Nel 1985 la Svezia ospita l'evento a Göteborg dove si verifica il ritiro di Paesi Bassi e Jugoslavia e il ritorno di Grecia e Israele. La vittoria è spettata alla Norvegia con le Bobbysocks con La det swinge.
Nel 1986, a Bergen, esordisce l'Islanda, con il ritiro di Grecia e Italia, e il ritorno di Jugoslavia e Paesi Bassi, con la prima vittoria del Belgio, per opera di Sandra Kim, la più giovane vincitrice della manifestazione. La sua vittoria sollevò molte polemiche: si scoprì che la cantante aveva mentito all'organizzazione sulla sua età, dichiarando di avere 15 anni invece di 13; la Svizzera, giunta seconda, fece invano ricorso contro la vittoria belga. Per evitare altri incidenti di questo tipo, nel 1990 l'Unione europea di radiodiffusione apporterà al regolamento una modifica, tuttora vigente, che impone agli artisti l'età minima di 16 anni per partecipare all'Eurofestival.
La vittoria del Belgio, che decise di ospitare la manifestazione l'anno dopo, aprì una diatriba tra le due emittenti belghe: RTBF (in lingua francese) e VRT (in lingua olandese), poiché entrambe ambivano a organizzare la manifestazione. Alla fine si decise che l'organizzazione sarebbe spettata alla RTBF, mentre alla VRT venne affidata, come da tradizione, la selezione della proposta belga. Questa edizione vide il ritorno di Grecia e Italia, e la seconda vittoria per l'irlandese Johnny Logan con Hold Me Now.
Nel 1988 Dublino ospita nuovamente la manifestazione, ma vede la squalifica di Cipro, a causa di una violazione del regolamento sulla pubblicazione dei singoli. Vince per la prima volta dopo il 1956, la Svizzera grazie alla cantante canadese Céline Dion con Ne partez pas sans moi.
Nel 1989, a Losanna, torna Cipro dopo la squalifica dell'anno precedente e vince il gruppo jugoslavo Riva con Rock Me.

### Anni novanta

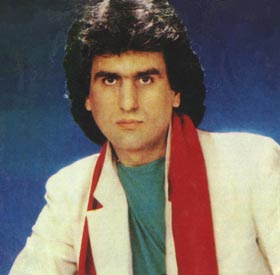
Toto Cutugno, vincitore dell'edizione 1990 con Insieme: 1992

Nel 1990, a Zagabria, Malta tenta di tornare dopo 15 anni di assenza, ma una regola dell'UER, che limitava a 22 il numero di partecipanti, lo impedì; la stessa regola verrà cancellata poco dopo lo svolgimento della manifestazione. L'Italia vince per la seconda volta con Toto Cutugno e la sua Insieme: 1992. Molte canzoni di quell'anno erano dedicate all'unione dell'Europa e alla caduta del Muro di Berlino, avvenuta il 9 novembre 1989.
Nel 1991 l'evento fu ospitato nello Studio 15 di Cinecittà a Roma, e vide il ritorno di Malta dopo il ritiro dei Paesi Bassi. Per la seconda volta si verifica una parità di punteggi per la vittoria, tuttavia la regola introdotta dopo il 1969 assegnò il primo premio alla Svezia di Carola Häggkvist con Fångad av en stormvind.
Il 1992, a Malmö, segna l'ultima partecipazione di ciò che rimane della Jugoslavia, e tornano i Paesi Bassi dopo il ritiro nell'edizione precedente, vedendo come vincitrice l'Irlanda per la 4ª volta con Why Me? di Linda Martin.
Il 1993, presso la Green Glens Arena di Millstreet, segna l'esordio di Croazia, Slovenia e Bosnia ed Erzegovina dopo la caduta della Repubblica Federale di Jugoslavia (e di conseguenza il ritiro definitivo della federazione), inoltre, a causa del grande numero di partecipanti di questa edizione, il 3 aprile si svolse a Lubiana una preselezione, la Kvalifikacija za Millstreet, che promosse i tre esordienti. Vince nuovamente l'Irlanda con Niamh Kavanagh.
Nel 1994, a Dublino, esordiscono Estonia, Lituania, Polonia, Romania, Russia, Slovacchia e Ungheria e trionfa nuovamente l'Irlanda con Rock 'n' Roll Kids di Paul Harrington e Charlie McGettigan. Visto l'alto numero di partecipanti viene istituita una regola: le ultime 7 posizioni dell'edizione precedente perdevano il diritto di partecipare all'edizione successiva. L'Italia risulta assente a questa e alle successive due edizioni.
La 40ª edizione dell'Eurovision si tenne sempre a Dublino, rendendo l'Irlanda il Paese ad aver ospitato più edizioni consecutive. Vince la Norvegia per la seconda volta grazie ai Secret Garden con il brano prettamente strumentale Nocturne.
Nel 1996, all'Oslo Spektrum di Oslo, come nel 1993, viene effettuata una preselezione delle canzoni candidate, e delle 29 partecipanti (la Norvegia fu ammessa direttamente) ne furono selezionate 22 da giurie nazionali che espressero i loro voti sulla base di registrazioni audio delle canzoni. La vittoria tornò all'Irlanda di Eimear Quinn con The Voice, ma l'edizione viene ricordata anche per l'esibizione della croata Maja Blagdan che con la sua Sveta ljubav ha raggiunto la nota più alta nella storia della manifestazione.

I Jalisse dopo la vittoria al Festival di Sanremo 1997

Nel 1997, nuovamente a Dublino, ritorna l'Italia con i Jalisse e la loro Fiumi di parole. Il duo viene dato per favorito, ma si classifica al quarto posto e a vincere la manifestazione è il Regno Unito con Katrina and the Waves e la loro Love Shine a Light. In seguito alle polemiche scoppiate, riguardanti un possibile sabotaggio da parte dell'emittente italiana Rai, con l'intento di non ospitare nuovamente l'evento, il 1997 sarà l'ultima partecipazione dell'Italia (che ritornerà solo nel 2011). L'edizione 1997 è stata la prima in cui è stato assegnato il Barbara Dex Award per il peggior vestito: prima vincitrice fu la cantante maltese Debbie Scerri.
Il 1998, a Birmingham, segna l'esordio della Macedonia del Nord (originariamente conosciuta come "Ex Repubblica Jugoslava di Macedonia"), ma a vincere per Israele sarà Dana International con la canzone Diva. Questa vittoria è ricordata per esser stata la prima, e attualmente unica, vittoria di una donna transgender.
Nel 1999, a Gerusalemme, la Svezia vince grazie a Take Me to Your Heaven di Charlotte Nilsson e viene eseguito uno speciale Final Act per la fine del secondo millennio, nel quale presentatori e concorrenti hanno cantato l'Hallelujah.

### Anni 2000
L'edizione del 2000 si tenne presso il Globen di Stoccolma, dove ha esordito la Lettonia e hanno trionfato gli Olsen Brothers per la Danimarca con Fly on the Wings of Love, nonostante l'Estonia di Ines fosse data per favorita. La NOS (emittente televisiva olandese) è stata costretta a trasmettere solo parte dell'edizione per poter trasmettere le notizie riguardanti il disastro pirotecnico di Enschede. Per la prima volta la manifestazione viene trasmessa via Internet.
Nel 2001, al Parken Stadium di Copenaghen, l'Estonia, con Everybody di Tanel Padar, Dave Benton & 2XL vince la competizione per la prima volta. Ospite durante l'Interval Act è stata la band danese Aqua.
Nel 2002, a Tallinn, dopo appena due anni dall'ingresso in gara, la Lettonia ottiene la sua prima vittoria con I Wanna di Marie N. Inizialmente si pensò che ETV non sarebbe riuscita a organizzare l'evento, ma grazie a una raccolta fondi organizzata dal governo estone, l'edizione del 2002 non ha deluso le aspettative. La 47ª edizione è stata inoltre la prima a esser stata ospitata da un Paese appartenente all'ex blocco sovietico. In questa edizione, inoltre, vennero consegnati per la prima volta i Marcel Bezençon Awards, premi che vengono assegnati alla miglior voce, al miglior artista e alla miglior composizione musicale.
Nel 2003, presso la Skonto Arena di Riga, esordisce l'Ucraina e vince per la prima e unica volta la Turchia con Everyway That I Can di Sertab Erener. Nonostante i problemi finanziari della capitale lettone, la 48ª edizione si è tenuta senza mancanze.

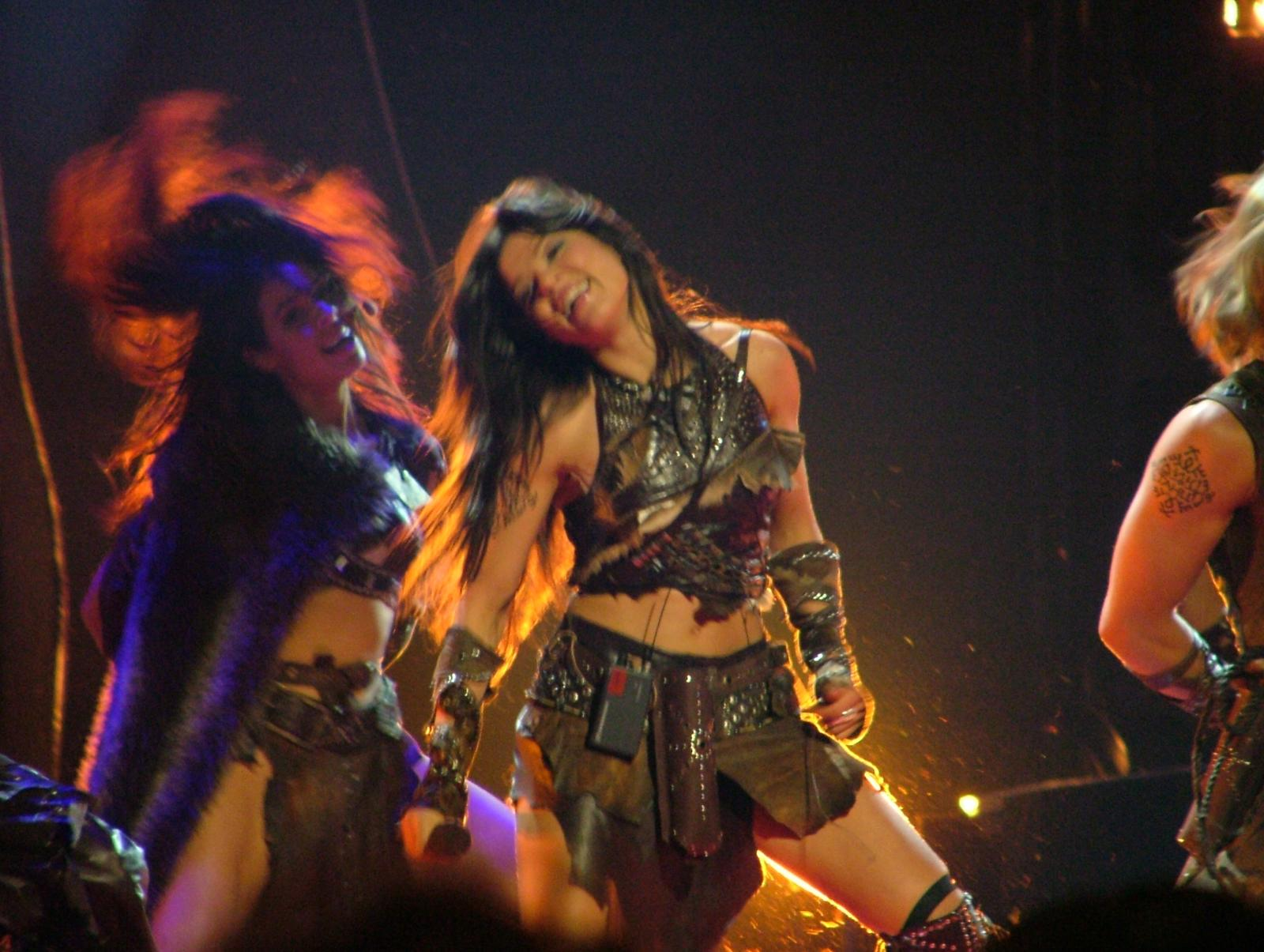
Ruslana, vincitrice per l'Ucraina nel 2004 a Istanbul

Nel 2004, a Istanbul, esordiscono Albania, Andorra, Bielorussia e la federazione di Serbia e Montenegro, inoltre vincerà per la prima volta, dopo appena un anno dall'esordio, l'Ucraina con Wild Dances di Ruslana. In quest'anno per la prima volta viene organizzata una semifinale, che sostituisce i metodi della preselezione precedentemente adottati (1993 e 1996) e dell'eliminazione delle ultime classificate (1994-2003).

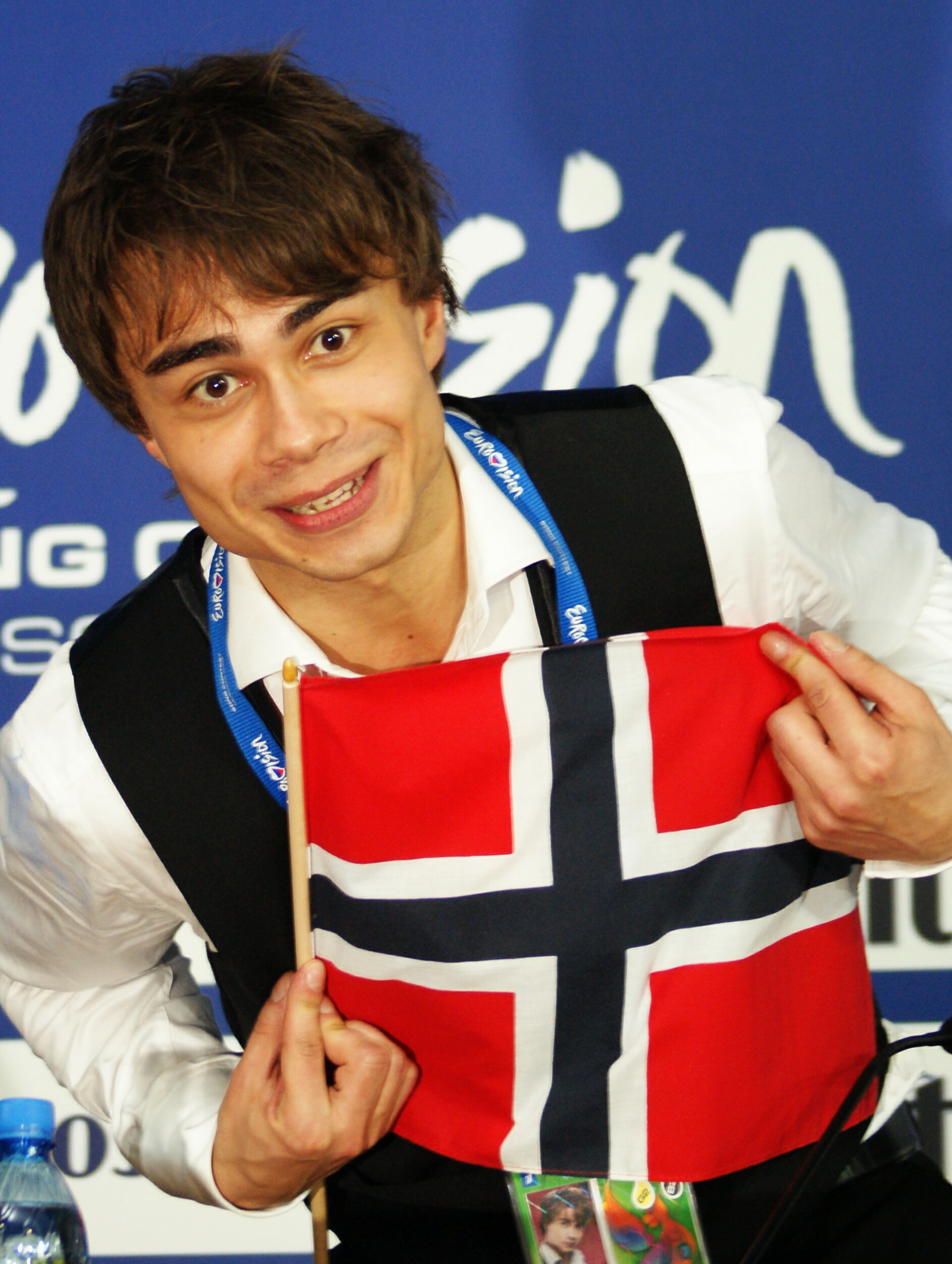
Alexander Rybak vincitore per la Norvegia nel 2009

Nel 2005, presso il Palazzo dello Sport di Kiev, esordiscono Bulgaria e Moldavia, con il ritiro all'ultimo momento del Libano, a causa del rifiuto di trasmettere l'esibizione della cantante israeliana Shiri Maimon. A vincere sarà per la prima e unica volta la Grecia con My Number One di Helena Paparizou.
Nel 2006, ad Atene, esordisce l'Armenia e vince a sorpresa il gruppo hard-rock Lordi per la Finlandia con Hard Rock Hallelujah. Questa è la prima vittoria di una canzone hard-rock (nonché prima vittoria finlandese), anche perché l'Eurovision è solitamente associato a musica pop, schlager e folclorica.
Nel 2007, a Helsinki, esordiscono Georgia, Serbia, Montenegro (come Paesi indipendenti) e la Repubblica Ceca e si ritira definitivamente il Principato di Monaco. A vincere è Marija Šerifović per la Serbia con Molitva. L'Ucraina tuttavia ha mandato a Helsinki una delle esibizioni più ricordate dai fan eurovisivi: la drag queen Vjerka Serdjučka con Dancing Lasha Tumbai.
Nel 2008, a Belgrado, viene introdotta la seconda semifinale ed esordiscono San Marino e Azerbaigian, tuttavia si ritira, polemizzando sul sistema di voto, l'Austria. A vincere sarà Dima Bilan per la Russia con Believe.
Nel 2009, a Mosca, continua l'assenza di Italia e Austria, mentre San Marino si ritira per problemi finanziari. La Georgia viene squalificata a causa del conflitto con la Russia, ma si assiste al ritorno, dopo 11 anni di assenza, della Slovacchia. La vittoria è della Norvegia con il cantante bielorusso Alexander Rybak e la sua Fairytale.

### Anni 2010

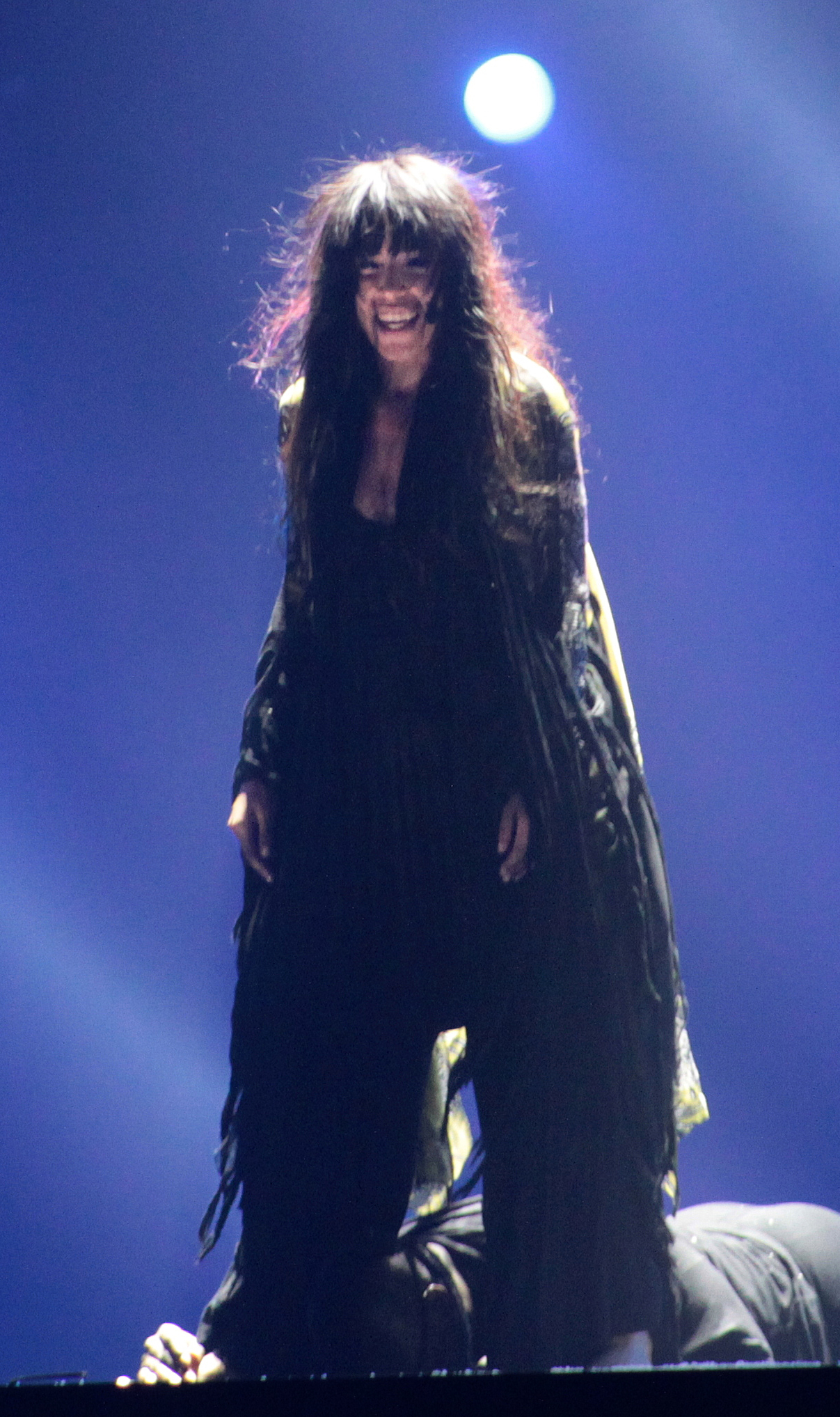
Loreen, vincitrice nel 2012 e 2023

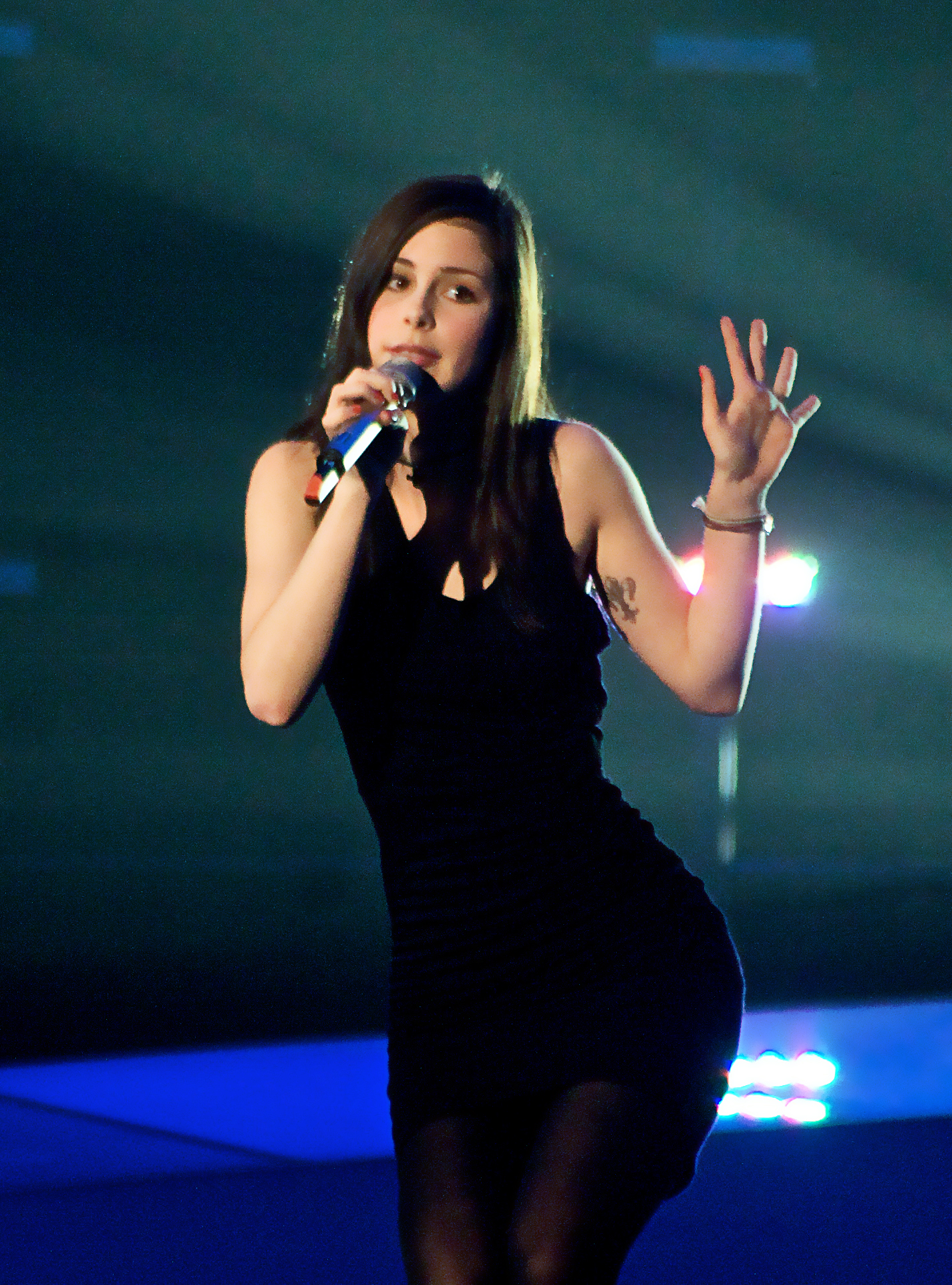
Lena Meyer-Landrut vincitrice per la Germania nel 2010 a Oslo. Ha partecipato anche all'edizione successiva

Nel 2010, a Bærum, vicino a Oslo, si ritira il principato di Andorra, che non ha più fatto ritorno, accompagnato da Ungheria, Montenegro e Repubblica Ceca, che torneranno, rispettivamente, nel 2011, 2012 e 2015, mentre ritorna la Georgia dopo l'abbandono nell'edizione precedente; a vincere sarà per la seconda volta la Germania con Satellite, di Lena Meyer-Landrut.
Nel 2011 l'Eurovision Song Contest si è tenuto a Düsseldorf e ha visto il ritorno di Italia, Austria, San Marino e Ungheria; vince per la prima volta e a sorpresa l'Azerbaigian con il duo Ell & Nikki e la loro Running Scared, che scalza al secondo posto l'italiano Raphael Gualazzi con Follia d'amore (Madness of Love).
Nel 2012, a Baku, ritorna il Montenegro e si ritira, con diverse polemiche riguardanti la sicurezza per la propria delegazione, e oltre il limite consentito dalle regole, l'Armenia (a causa del conflitto del Nagorno Karabakh con l'Azerbaigian); a vincere sarà nuovamente la Svezia con Loreen e il brano Euphoria.

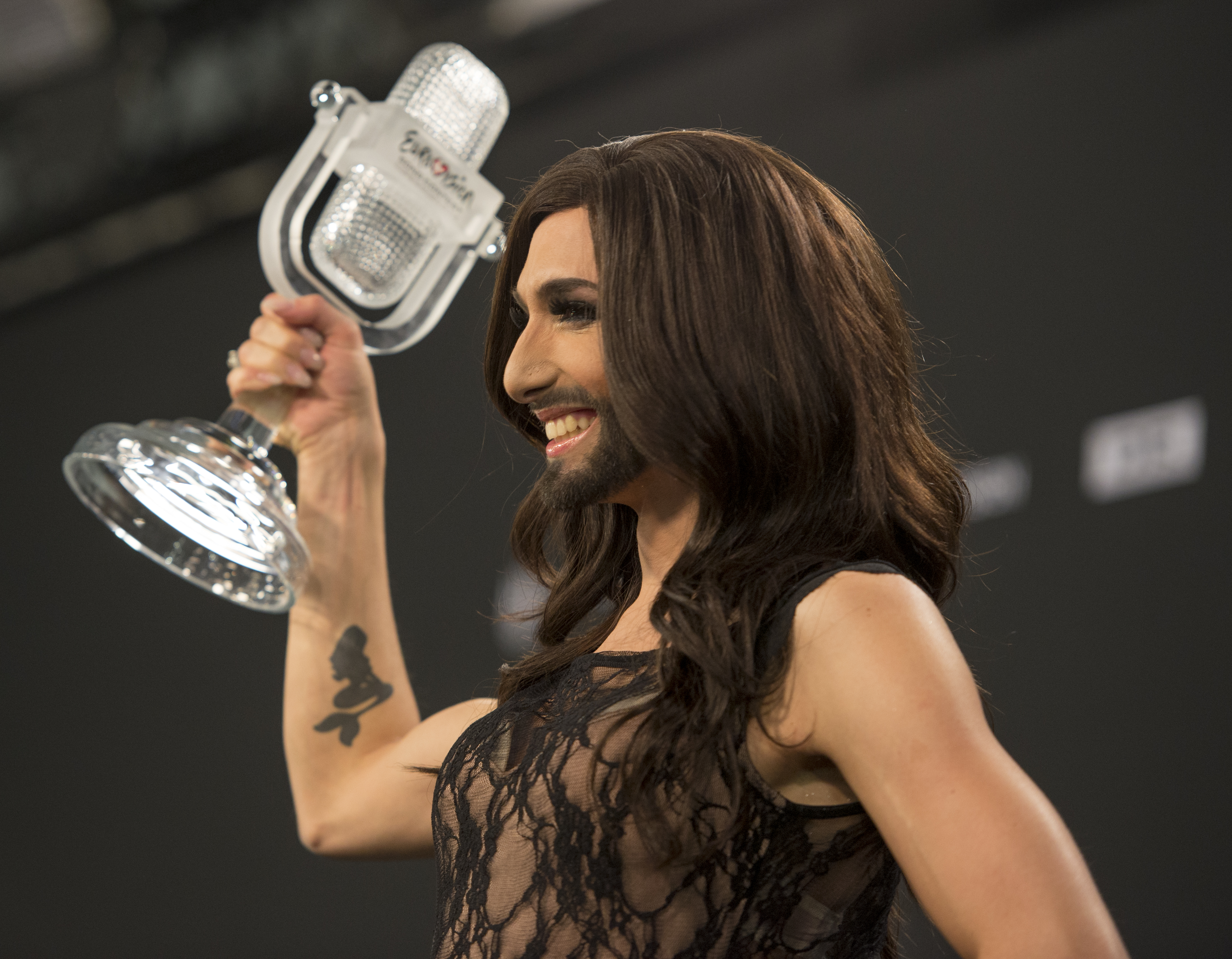
Conchita Wurst, vincitrice per l'Austria nel 2014

Nel 2013, a Malmö, si ritirano Turchia e Slovacchia, non più ritornate, Portogallo e Bosnia ed Erzegovina, poi ritornate negli anni a venire, mentre ritorna l'Armenia; vince la danese Emmelie de Forest con la canzone Only Teardrops. Altre due esibizioni a esser ben ricordate sono quella della russa Dina Garipova e dell'ucraina Zlata Ohnjevič.
Nel 2014, nuovamente a Copenaghen, presso la B&W-Hallerne, si ritirano Bulgaria, Cipro, Serbia e Croazia per problemi economici e viene concessa una proroga alla Grecia per permettere alla NERIT di subentrare a ERT dopo l'improvvisa chiusura di quest'ultima. Vince la drag queen austriaca Conchita Wurst con Rise like a Phoenix, che ha causato non poche polemiche in Austria, Russia e Bielorussia; nelle ultime due, le emittenti televisive sono state invitate a non trasmettere l'esibizione, fatto che avrebbe violato le regole dell'UER che pretendono la trasmissione in diretta integrale della manifestazione.

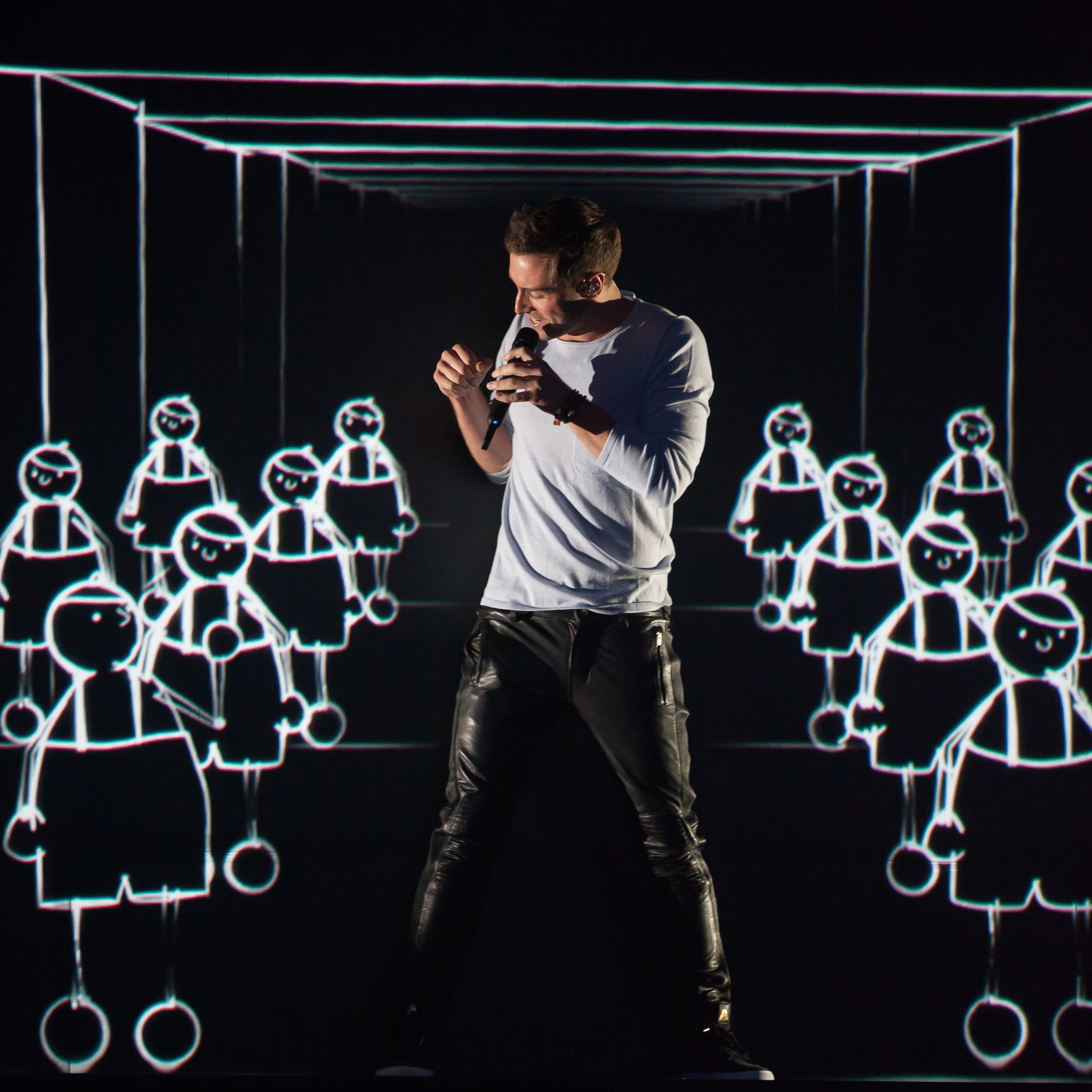
Måns Zelmerlöw sul palco della Wiener Stadthalle

Nel 2015, a Vienna, esordisce, in occasione dei primi sessant'anni della manifestazione, l'Australia, con i ritorni di Repubblica Ceca, Cipro e Serbia e il ritiro dell'Ucraina; vince nuovamente la Svezia con il brano Heroes di Måns Zelmerlöw. Quest'edizione viene ricordata anche per le esibizioni di Polina Gagarina per la Russia e de Il Volo per l'Italia, giunta in terza posizione.
Nel 2016, nuovamente presso il Globen di Stoccolma, si ritira il Portogallo e viene squalificata, a causa di un debito verso l'UER, la Romania. La manifestazione è vinta dall'Ucraina con la cantante Jamala e la controversa 1944, che ha dato vita a diverse polemiche da parte della Russia, data per favorita insieme all'Australia. Ospite speciale durante l'Interval Act è stato il cantante statunitense Justin Timberlake.
Nel 2017, nuovamente a Kiev, si ritira la Russia, impossibilitata a partecipare con la cantante selezionata dall'emittente, Julija Samojlova, tuttavia il Portogallo, dopo il suo ritorno, vince per la prima volta con Salvador Sobral e la sua Amar pelos dois.

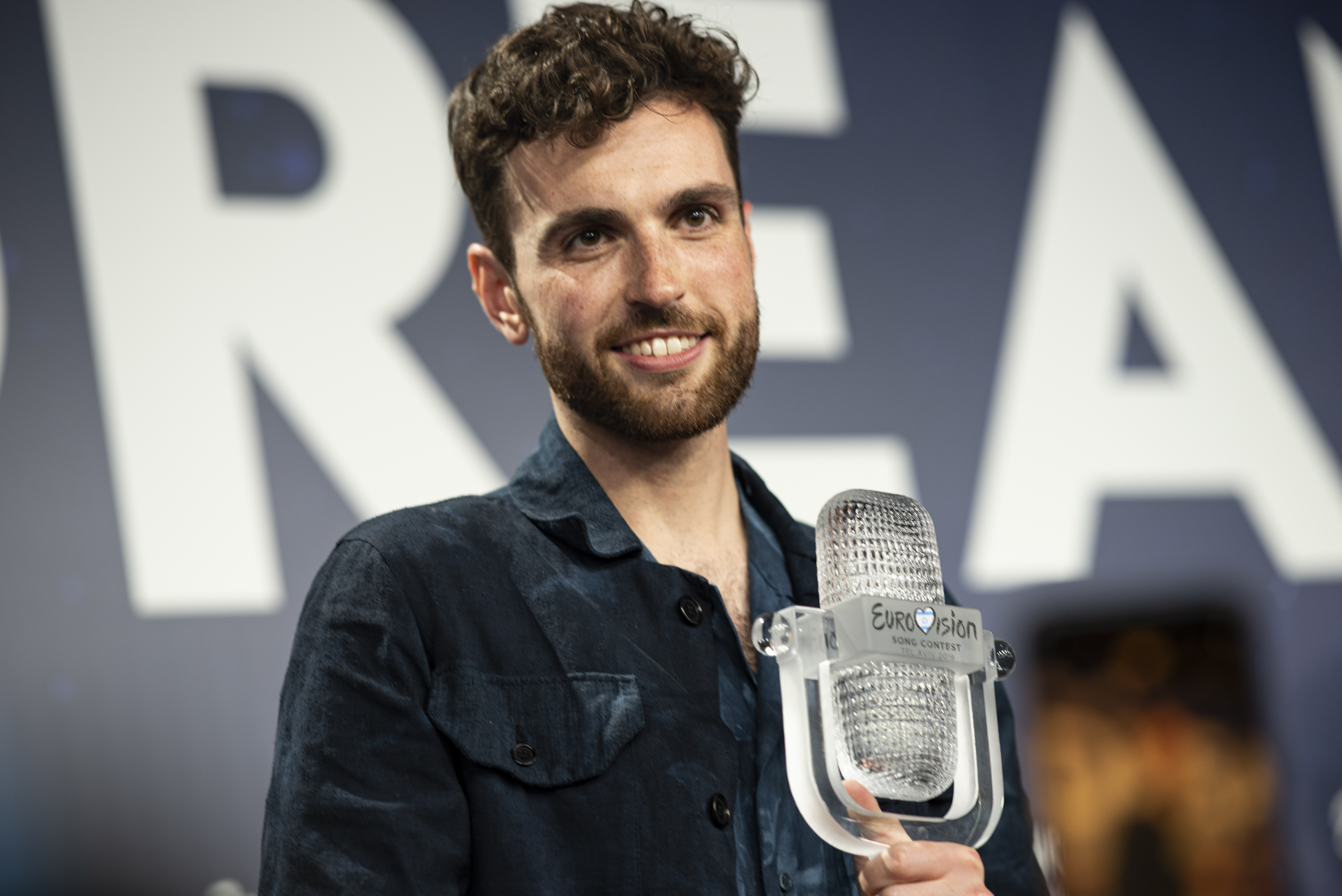
Duncan Laurence, rappresentante dei Paesi Bassi, vinse l'Eurovision nel 2019

Nel 2018, presso la Altice Arena di Lisbona, ritorna la Russia dopo il ritiro forzato dell'anno precedente, portando il numero degli Stati in gara a 43 e vedendo trionfare Israele con Netta e la sua Toy.
Nel 2019 il concorso è stato ospitato dal Centro congressi di Tel Aviv, che ha visto la prima vittoria dei Paesi Bassi nel XXI secolo grazie a Duncan Laurence e al suo Arcade; la canzone Soldi di Mahmood per l'Italia si classifica subito alle spalle. Si ritirano da concorso Bulgaria e Ucraina, quest'ultima oltre i tempi limite del regolamento. Ospite speciale durante l'Interval Act è stata la cantante statunitense Madonna.

### Anni 2020
Nel 2020, l'evento avrebbe dovuto svolgersi al Rotterdam Ahoy nei Paesi Bassi; tuttavia, la pandemia di COVID-19 in corso non ha permesso il regolare svolgimento della manifestazione, che, per la prima volta nella sua storia, viene annullata. Il giorno in cui si sarebbe dovuta svolgere la finale, il 16 maggio, è andato in onda l'evento Europe Shine a Light, in diretta dallo Studio 21 del Media Park di Hilversum (già sede dell'Eurovision del 1958), nel corso della quale sono intervenuti artisti selezionati originariamente per l'ESC, che hanno inviato una clip registrata mentre cantavano il brano Love Shine a Light, oltre che diversi vincitori e concorrenti delle precedenti edizioni. Nello stesso anno, il 26 giugno, Netflix ha distribuito Eurovision Song Contest - La storia dei Fire Saga, film ispirato all'evento. 

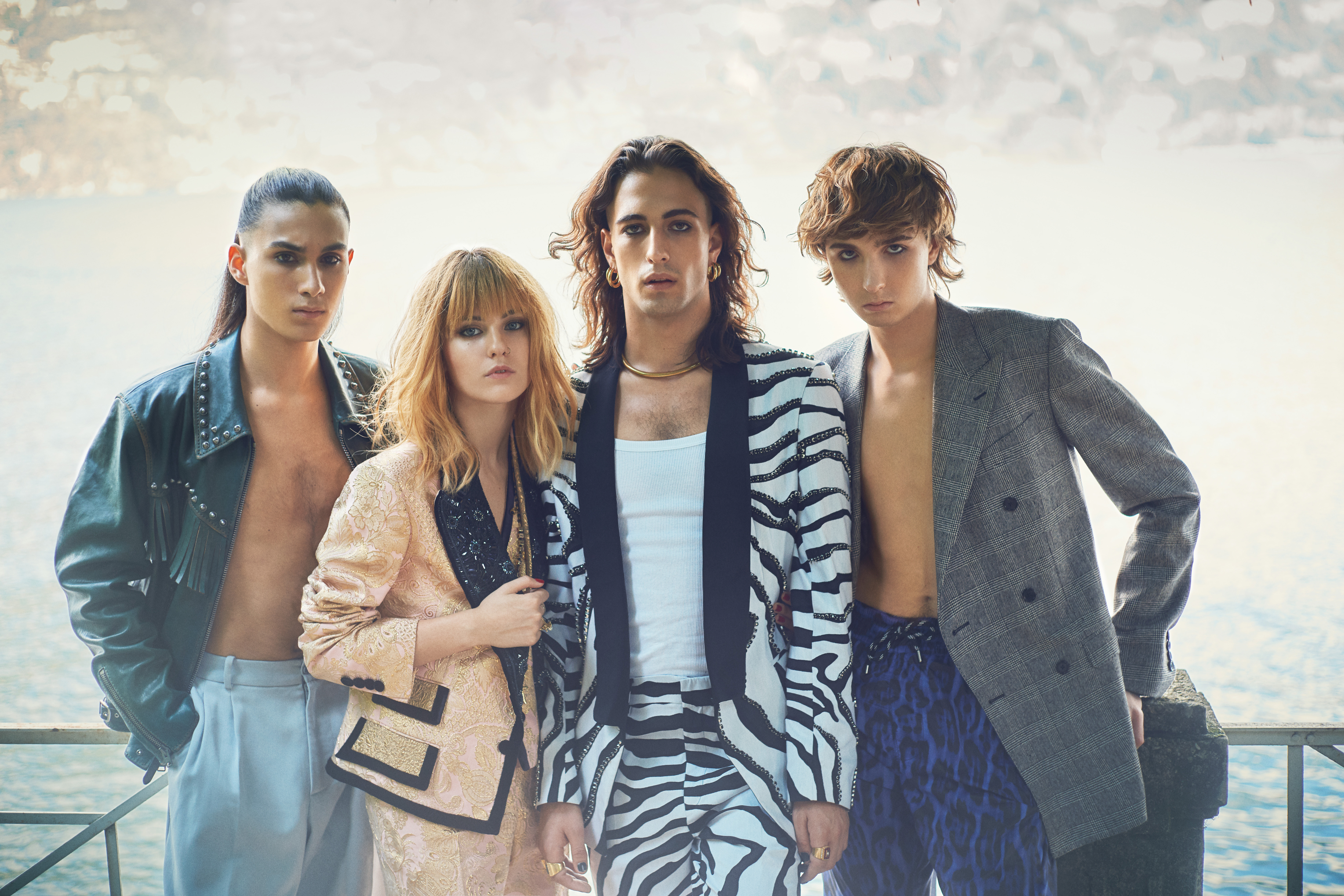
I Måneskin, vincitori nel 2021

L'evento è stato rinviato al 2021: la città e l'arena vengono riconfermate; molte nazioni confermano anche gli artisti che erano stati designati per l'edizione precedente, seppur con brani più recenti. Ritornano la Bulgaria e l'Ucraina, assenti dal 2019, mentre l'Armenia, il Montenegro e l'Ungheria scelgono di ritirarsi. La Bielorussia è stata esclusa in quanto il brano presentato non è risultato conforme al regolamento della manifestazione. A vincere la manifestazione sono stati gli italiani Måneskin con il brano Zitti e buoni, già vincitore del Festival di Sanremo, portando l'Italia ad aggiudicarsi la manifestazione per la terza volta nella propria storia e dopo 31 anni.
L'edizione 2022 del concorso si è svolta a Torino, presso il PalaOlimpico. L'Armenia e il Montenegro sono tornati dopo le loro assenze nell'edizione precedente, mentre la Russia è stata esclusa a seguito dell'invasione militare del territorio ucraino. A vincere il concorso è stato proprio il gruppo ucraino Kalush Orchestra con il brano Stefania.
A causa dell'impossibilità dell'Ucraina di soddisfare i requisiti per ospitare l'evento a seguito dell'invasione russa del paese, l'edizione 2023 è stata ospitata presso la Liverpool Arena di Liverpool. La Bulgaria, la Macedonia del Nord e il Montenegro hanno scelto di ritirarsi per questa edizione a causa di problemi finanziari. A vincere questa edizione è stata, per la seconda volta, la cantante svedese Loreen con il brano Tattoo, entrando nella storia per essere stata la prima donna a vincere due volte l'Eurovision.
L'edizione 2024 si è svolta per la terza volta a Malmö, con il ritorno del Lussemburgo dopo 30 anni di assenza, mentre la Romania ha scelto di ritirarsi per questa edizione a causa di problemi finanziari. Tale edizione è stata rimarcata da molteplici controversie tra cui l'inclusione di Israele tra i paesi partecipanti, nonostante l'invasione militare dell'esercito israeliano nella striscia di Gaza, e la successiva squalifica dei Paesi Bassi prima dell'inizio della serata finale dell'evento. A trionfare è stato l'artista Nemo con il brano The Code, in rappresentanza della Svizzera.
L'edizione 2025 si è svolta presso la St. Jakobshalle di Basilea. Il Montenegro ha comunicato il ritorno dopo due anni di assenza, mentre la Moldavia, nonostante avesse confermato di partecipare, si è ritirata a causa di problemi finanziari, abbassando così il numero di partecipanti a 37. A trionfare è stato l'artista JJ con il brano Wasted Love, in rappresentanza dell'Austria.

## Partecipazioni

### Europa

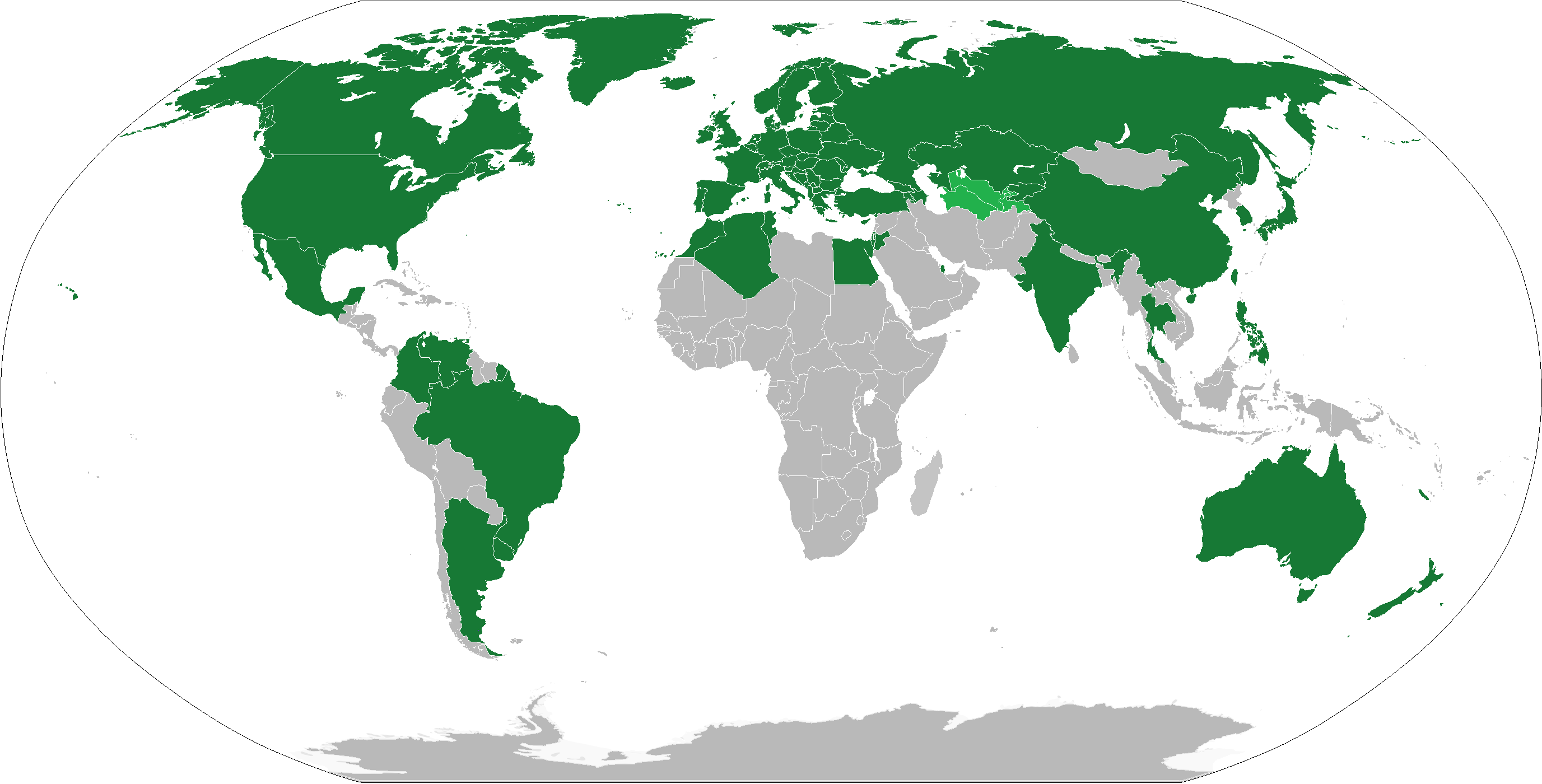
La trasmissione di tutte le edizioni dell'Eurovision nel mondo

In Europa la maggioranza degli Stati ha preso parte almeno una volta all'Eurovision Song Contest, tuttavia alcuni di essi si sono ritirati dalla manifestazione per differenti motivi, e questi stati sono: Andorra, Bosnia ed Erzegovina, Bulgaria, Macedonia del Nord, Principato di Monaco, Slovacchia, Ungheria e Turchia.
Gli unici Stati sovrani europei a non aver ancora partecipato sono la Città del Vaticano e il Liechtenstein. Di quest'ultimo era previsto l'esordio nell'edizione del 2019, in occasione dei 300 anni del principato, non avvenuto a causa della morte del direttore dell'emittente 1FLTV, Peter Kölbel.

### Africa
L'unico Stato africano ad aver preso parte al concorso è stato il Marocco, nella sola edizione del 1980.
La Tunisia avrebbe dovuto prender parte all'edizione del 1977, tuttavia si è ritirata senza ragioni ufficiali.

### America
Nessun Paese americano ha preso parte direttamente all'Eurovision Song Contest.
Il Canada ha preso parte a due edizioni dell'Eurovision Young Dancers, tuttavia nessuna sua emittente è un membro effettivo dell'UER, e inoltre il Paese non ha manifestato particolare interesse nell'ESC, anche se è degna di nota la vittoria della cantante canadese Céline Dion per la Svizzera nel 1988.
Gli Stati Uniti hanno trasmesso l'evento per la prima volta nel 2016, inoltre sono stati invitati Justin Timberlake a esibirsi come interval act nella finale dell'edizione 2016 e Madonna nel 2019. Molti eurofan hanno individuato un parallelo con l'Australia; infatti la cantante australiana Jessica Mauboy si era esibita durante l'edizione del 2014, anticipando l'esordio dell'anno successivo, ma è pur vero che in Australia l'evento sia molto seguito da tempo.

### Asia
Nessuno dei Paesi asiatici, eccetto Israele, ha mai preso finora parte alla manifestazione. Il Libano ha tentato di partecipare nel 2005, ma dopo il rifiuto di trasmettere l'esibizione di Shiri Maimon, rappresentante israeliana, è stato costretto a ritirarsi.
Nel 1987 l'Unione Sovietica tentò la partecipazione, ma fu ritenuta un'idea troppo radicale e vicina all'Occidente. Solo dopo il crollo dell'URSS, la Russia e le altre nazioni del blocco orientale hanno preso parte alla manifestazione. L'ultimo esordio è stato quello dell'Azerbaigian (2008).
Il Qatar ha espresso interesse nella partecipazione, ma trovandosi fuori dall'area UER è difficile che possa esordire.
Il Kazakistan, che tramite Khabar TV è entrato a far parte dell'UER nel 2016 e ha esordito allo Junior Eurovision 2018 come il Galles, sembra essere interessato, ma non ci sono notizie riguardanti il suo ingresso nella manifestazione.
La Cina ha mandato in onda l'ESC per la prima volta nel 2015 e ha successivamente mostrato interesse per l'edizione 2016, ma la sua partecipazione è considerata improbabile in quanto fuori dall'area UER.

### Oceania
Dal 2015 partecipa, in qualità di Paese invitato, l'Australia, dove l'evento è trasmesso dal 1983. Essendo la SBS un membro associato dell'Unione europea di radiodiffusione, in caso di vittoria l'Australia non potrà organizzare la manifestazione in casa, tuttavia avrà la possibilità di collaborare con un'emittente attiva nel consorzio pubblico europeo.

### Stati non sovrani
La Scozia, il Galles e Gibilterra hanno tentato la partecipazione all'Eurovision Song Contest, possibilità però impedita essendo essi parte del Regno Unito (BBC). Il Galles ha tuttavia esordito all'Eurovision Choir of the Year 2017 e ha partecipato al Junior Eurovision Song Contest nel 2018 e nel 2019, mentre la Scozia ha esordito all'Eurovision Choir 2019 di Göteborg.
La Groenlandia (KNR) e le isole Fær Øer (KVF) hanno a loro volta tentato di entrar a far parte dell'UER per partecipare alla manifestazione, ma essendo parte del Regno di Danimarca (DR) non ne è stato programmato l'ingresso separatamente dalla nazione scandinava.
La Catalogna (TVC) rispetta effettivamente i criteri per entrare a far parte dell'Unione europea di radiodiffusione in quanto l'emittente televisiva è considerata un membro indipendente dell'ITU. Tuttavia l'assemblea dell'UER ha rifiutato nel 2019 il suo ingresso, rendendo impossibile l'esordio al concorso.
Il Kosovo è un altro dei più papabili esordienti. Tuttavia, visto lo status del Paese e il suo parziale riconoscimento, è stato necessario che l'UER si riunisse per deliberare in merito. Il voto finale sull'ingresso dell'emittente kosovara Radio Televizioni i Kosovës (RTK) nel mese di giugno del 2019 ha negato alla televisione di diventare membro dell'UER. Lo Stato ha però preso parte all'Eurovision Young Dancers nel 2011.

## Ordine di esordio dei partecipanti per anno
Ha partecipato almeno una volta
     Non ha mai partecipato, ma potrebbe
     Paesi che hanno partecipato come parte di un altro Stato ma mai in maniera indipendente
     Paesi che avrebbero dovuto partecipare in passato ma che si sono ritirati

Le partecipazioni dal 1956 a oggi:
Ha partecipato almeno una volta
Non ha mai partecipato, ma potrebbe
Paesi che hanno partecipato come parte di un altro Stato ma mai in maniera indipendente
Paesi che avrebbero dovuto partecipare in passato ma che si sono ritirati

La tabella riassume per anno l'esordio di ciascun Paese nella manifestazione:
| Anno | Esordio                                                                     |
| ---- | --------------------------------------------------------------------------- |
| 1956 | Belgio, Francia, Germania Ovest, Italia, Lussemburgo, Paesi Bassi, Svizzera |
| 1957 | Austria, Danimarca, Regno Unito                                             |
| 1958 | Svezia                                                                      |
| 1959 | Principato di Monaco                                                        |
| 1960 | Norvegia                                                                    |
| 1961 | Finlandia, Repubblica Socialista Federale di Jugoslavia, Spagna franchista  |
| 1964 | Portogallo                                                                  |
| 1965 | Irlanda                                                                     |
| 1971 | Malta                                                                       |
| 1973 | Israele                                                                     |
| 1974 | Regno di Grecia                                                             |
| 1975 | Turchia                                                                     |
| 1980 | Marocco                                                                     |
| 1981 | Cipro                                                                       |
| 1986 | Islanda                                                                     |
| 1992 | Repubblica Federale di Jugoslavia                                           |
| 1993 | Repubblica di Bosnia ed Erzegovina, Croazia, Slovenia                       |
| 1994 | Estonia, Lituania, Polonia, Romania, Russia, Slovacchia, Ungheria           |
| 1998 | Macedonia                                                                   |
| 2000 | Lettonia                                                                    |
| 2003 | Ucraina                                                                     |
| 2004 | Albania, Andorra, Bielorussia, Serbia e Montenegro                          |
| 2005 | Bulgaria, Moldavia                                                          |
| 2006 | Armenia                                                                     |
| 2007 | Georgia, Montenegro, Repubblica Ceca, Serbia                                |
| 2008 | Azerbaigian, San Marino                                                     |
| 2015 | Australia                                                                   |

Note
1. ↑  Dal 1991, a seguito della riunificazione tedesca, partecipa al concorso come  Germania
2. ↑  Dal 1976, a seguito della transizione spagnola, partecipa al concorso come  Spagna
3. ↑  Dal 1975, con la caduta della Dittatura dei colonnelli, partecipa al concorso come  Grecia
4. ↑  Dal 1995, con l'ascesa della Repubblica parlamentare federale, partecipa al concorso come  Bosnia ed Erzegovina
5. ↑  Dal 2019, a seguito dell'accordo di Prespa, partecipa al concorso come  Macedonia del Nord

## Regolamento
Il regolamento negli anni e nei suoi vari ambiti è stato rivisto più volte.
Di seguito sono indicate le attuali regole. Per cantanti e canzoni le tv possono anche prevedere criteri più stringenti.

### Partecipanti
- Devono avere almeno 16 anni di età (dal 1990, a seguito delle polemiche sull'edizione del 1989);
- sul palco non possono essere presenti più di sei persone (sono inclusi i gruppi e gli eventuali ballerini o coristi).

### Brani
- Non devono avere durata maggiore di tre minuti;[r 1]
- possono essere di qualunque genere e cantati in qualunque lingua, anche inventata;
- durante le esibizioni dal vivo è vietato l'uso dell'auto-tune;
- non possono essere cover o ispirati ad altro brano edito;[r 2]
- devono essere pubblicati non prima di un certo periodo (solitamente non prima del 1º settembre dell'anno precedente allo svolgimento della gara) e devono essere presentati con un video;
- non devono avere una scenografia o una coreografia controversa (in particolare sono vietati gli animali);
- non devono avere contenuti politici, pubblicitari od offensivi.[r 3]

### Televoto
Il televoto è l'insieme di voti assegnato dal pubblico attraverso un messaggio di testo con il numero della canzone, una chiamata (entrambi a numeri presentati durante lo show) o tramite l'app ufficiale dell'evento.
Le regole principali sono:
- bisogna essere maggiorenni;
- il numero massimo di voti è 20, massimo cinque voti per quattro canzoni ciascuno;
- non è possibile votare per il proprio Paese.

### Emittenti
- È necessario che l'emittente sia un membro effettivo dell'Unione europea di radiodiffusione;
- è necessario che l'emittente si iscriva o si ritiri entro un determinato termine, tuttavia dall'edizione del 2015 non sono più previste penali per le nazioni che si iscrivono e poi si ritirano oltre il termine ultimo;[44]
- la serata finale dev'essere trasmessa integralmente e obbligatoriamente sui canali principali mentre per le semifinali è sufficiente, dal 2008, la trasmissione in diretta di quella di competenza del Paese, anche su canali minori. Per quanto riguarda i Big Five, anche se non si esibiscono nelle finali dalla loro istituzione, hanno diritto di voto in una delle due semifinali, in cui vengono inoltre presentati estratti delle prove delle loro esibizioni sul palco;[e 1]
- è severamente vietato non trasmettere o trasmettere solo parzialmente una o più esibizioni dei rappresentanti di altre nazioni;
- per le emittenti organizzatrici è necessario ospitare la manifestazione in un luogo provvisto di copertura e dotato di una capacità adeguata;
- tutti i presentatori devono conoscere l'inglese e almeno uno anche il francese;
- il Paese vincitore dovrà ospitare l'edizione dell'anno seguente.[45]

1. ↑  Dal 1999 sono previsti, per le emittenti che volessero introdurli, degli spazi per inserire gli annunci pubblicitari e si può omettere la trasmissione dell'Interval Act.

## Organizzazione e articolazione

### Selezione dei partecipanti
La selezione dei partecipanti all'Eurovision Song Contest spetta alle emittenti televisive competenti dei singoli stati, ed esse decidono la modalità di selezione: le più comuni sono la scelta interna (cantante e/o brano vengono scelti dall'emittente stessa), l'organizzazione di un festival musicale (il pubblico e/o una giuria scelgono un vincitore che viene invitato a partecipare all'Eurovision), o un misto. Il vincitore dell'eventuale festival non è obbligato a partecipare all'Eurovision né tantomeno è obbligato a esibirsi con la canzone vincitrice, ad esempio Iva Zanicchi vinse il Festival di Sanremo nel 1969, in coppia con Bobby Solo, con la canzone Zingara, ma all'Eurovision si presentò da sola con il brano Due grosse lacrime bianche.
I partecipanti non devono obbligatoriamente avere vincoli di nazionalità (ad esempio nel 1988 la Svizzera vinse con la cantante canadese Céline Dion) e le canzoni non hanno restrizioni riguardanti la lingua (anche se nelle prime edizioni, e dalla fine degli anni settanta fino al 1998 vigeva l'obbligo di cantare in una delle lingue ufficiali del proprio Paese), tuttavia le emittenti possono apporre autonomamente tali e altri vincoli.

### Articolazione

#### Semifinali

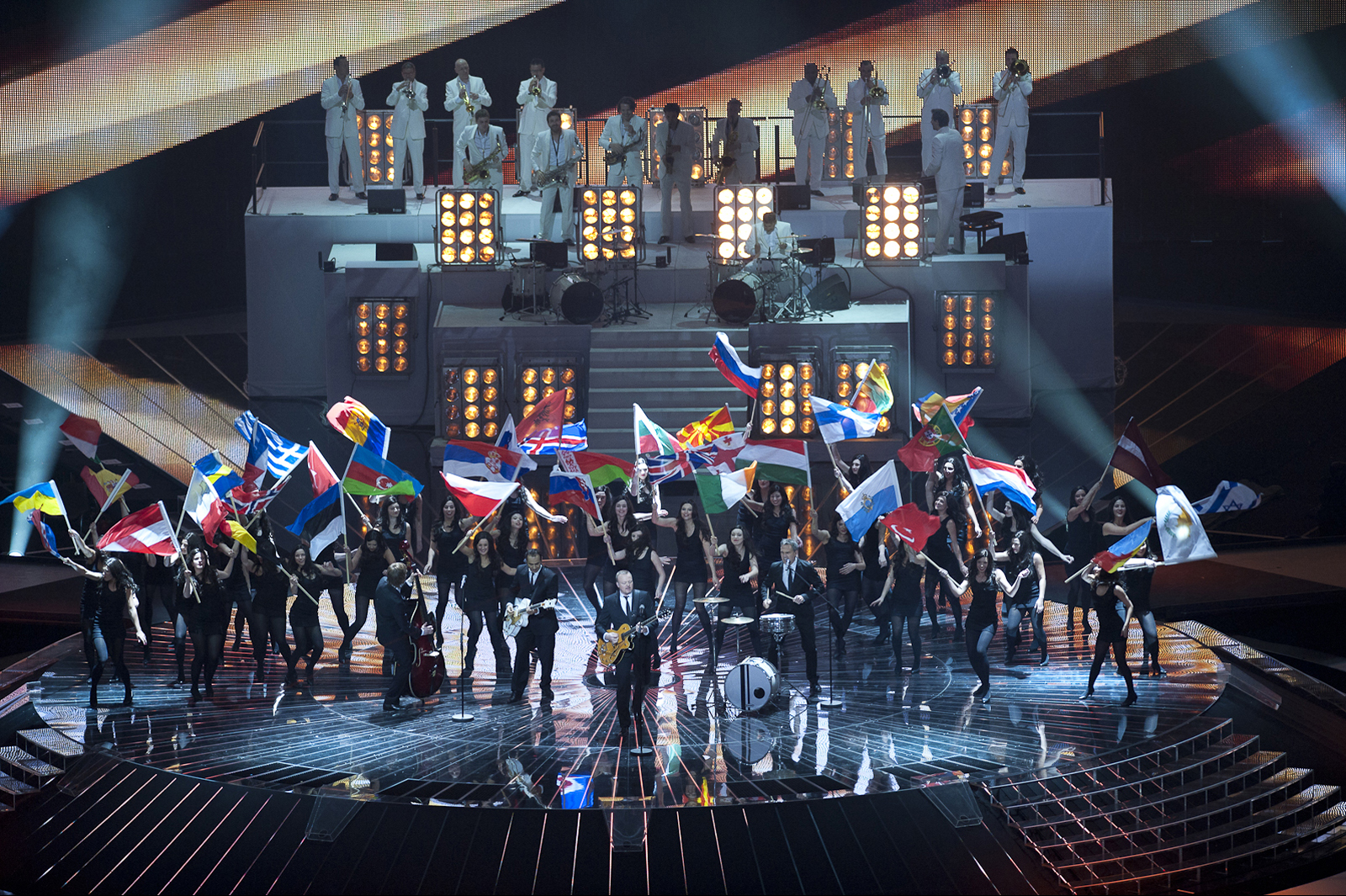
Opening act della prima semifinale a Düsseldorf nel 2011

Fino all'edizione del 2003 la manifestazione si è articolata in un'unica serata finale. Alcune volte, dato il numero di partecipanti, l'UER ha effettuato o una preselezione o le cosiddette "retrocessioni" (cioè la non partecipazione per un anno alle ultime classificate).
Dal 2004 al 2007 è stata introdotta una semifinale che si è svolta pochi giorni prima della finale, alla quale avevano direttamente accesso i cosiddetti Big Four (Francia, Germania, Spagna e Regno Unito), il Paese ospitante, i nove migliori dell'edizione precedente e i dieci vincitori della semifinale, per una finale a 24. In entrambe le serate votavano tutti i Paesi.
Dal 2008, visto l'alto numero di partecipanti, il regolamento prevede due semifinali a cui partecipano tutti i Paesi, con l'eccezione dei Big (che dal 2011 diventano Five in seguito al ritorno in gara dell'Italia) e del Paese ospitante che accedono direttamente alla finale, che raggiunge perciò i 26 partecipanti (25 se l'ospitante è uno dei Big Five). Nelle semifinali, però, votano solo i Paesi che gareggiano in tale serata più tre delle nazioni già qualificate.
Le semifinali durano normalmente circa due ore e si svolgono il martedì e il giovedì di una settimana di maggio.
I Paesi che si qualificano per la finale vengono annunciati in ordine casuale e i risultati vengono divulgati a fine concorso. Questi Paesi, inoltre, partecipano a una conferenza stampa in cui viene annunciato in quale metà della finale si esibiranno.

#### Finale

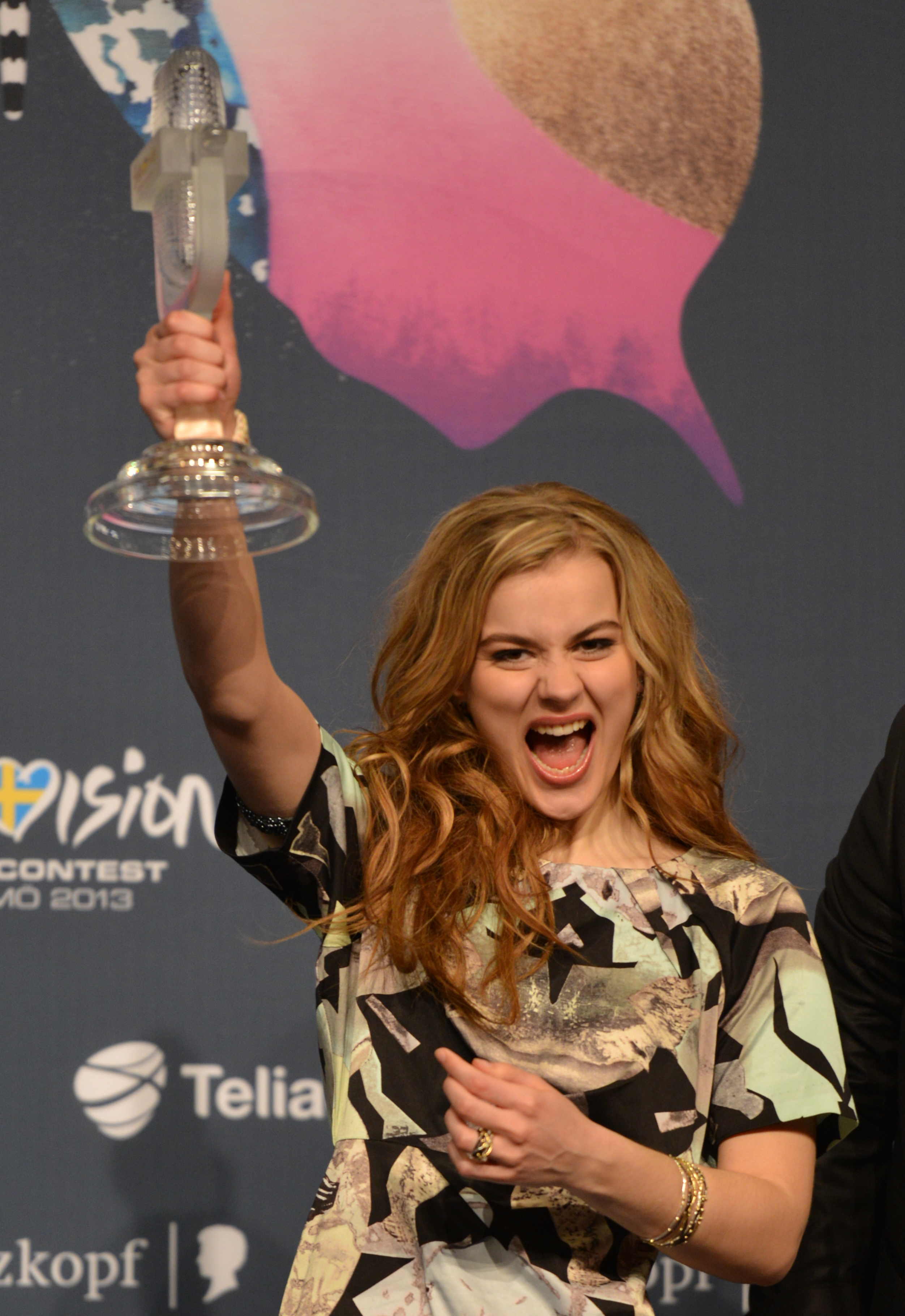
Emmelie de Forest, vincitrice nel 2013

Lo show televisivo della finale, che si svolge normalmente di sabato, dura poco più di tre ore e, come nelle semifinali, le lingue utilizzate dai presentatori sono l'inglese e il francese (lingue ufficiali dell'UER), spesso affiancate dalla lingua ufficiale del Paese ospitante. Inoltre, dal 2013 vi è una parata dei finalisti che apre la serata.
Sia nelle semifinali che nella finale è presente un piccolo spazio, compreso tra l'esibizione dell'ultimo concorrente e l'annuncio dei risultati delle votazioni, detto Interval Act, comprendente varie esibizioni musicali; in particolare nella finale è compresa quella del vincitore della precedente edizione che, oltre a eseguire il brano con cui ha vinto, presenta solitamente un nuovo singolo.
Buona parte della serata finale è occupata dall'annuncio e conteggio dei voti, che, contrariamente alle semifinali, avviene in diretta: i presentatori si collegano con i portavoce di ogni nazione partecipante, incluse quelle uscite nelle semifinali, che danno i risultati del voto delle giurie (annunciando solo il punteggio più alto). Al voto delle giurie segue, partendo dall'ultima posizione nella classifica provvisoria, l'annuncio dei risultati del televoto.
Terminato il conteggio dei voti, il vincitore viene premiato, solitamente da quello dell'anno precedente, con un trofeo di vetro a forma di microfono e viene invitato a esibirsi nuovamente con la canzone vincitrice.
Come ogni programma dell'UER è introdotto e chiuso dal Te Deum di Marc-Antoine Charpentier.

### Vittoria
Il Paese che ottiene più punti vince l'Eurovision Song Contest e acquisisce l'invito non vincolante a organizzare l'edizione successiva. Infatti il Paese o l'emittente televisiva possono rinunciare all'organizzazione dell'evento, in tal caso viene scelto un altro Paese tra i candidati.
Il regolamento inizialmente non prevedeva spareggi, ma a causa del pareggio a quattro nell'edizione del 1969 e le critiche successive (alcuni Paesi non parteciparono per protesta all'edizione successiva), il regolamento fu modificato e fu deciso che in caso di parità il Paese con il maggior numero di 12 punti ricevuti sarebbe stato il vincitore (in caso di ulteriore parità si sarebbe deciso in base al numero di 10 punti ricevuti e così via). Questa regola fu applicata nel 1991 in Italia assegnando la vittoria alla Svezia, che si trovava a pari punteggio con la Francia. Il regolamento fu successivamente modificato e la vittoria viene assegnata al Paese che ha ricevuto punti dal maggior numero di Paesi e solo in caso di ulteriore parità si procede al conteggio dei 12 punti, eventualmente dei 10 punti e così via. Con l'attuale regolamento, la vittoria del 1991 sarebbe stata assegnata alla Francia.
Dal 2016 giurie e televoto sono considerati separatamente e i portavoce designati per le varie nazioni rivelano soltanto i 12 punti assegnati dalle giurie (mostrando in video gli altri già assegnati), per poi procedere all'annuncio dei punti del televoto, dicendo, Stato per Stato concorrente, il numero dei punti e partendo dalle nazioni che hanno ricevuto i punteggi più bassi dalla giuria fino a quelle con i punteggi più alti.

### Sistema di votazione
All'Eurovision Song Contest il compito di giudicare le canzoni in gara è affidato a due entità separate: le giurie nazionali, composte da cinque membri (prevalentemente professionisti della musica e differenziate al proprio interno in termini di background, genere ed età), e il televoto.
Inizialmente la votazione era effettuata dalle sole giurie, ma dal 1997 è stato sperimentato il televoto che è entrato ufficialmente in vigore l'anno successivo per tutte le nazioni. Nel caso in cui il televoto non dovesse funzionare, si conterebbe il solo voto della giuria.
Agli albori del concorso, il sistema di votazione cambiava di anno in anno. Nel 1975 è entrato in vigore l'attuale sistema di assegnazione dei punteggi: ogni Paese assegna un certo numero di punti alle 10 canzoni preferite, da 1 a 7 rispettivamente dalla decima alla quarta, 8 punti alla terza, 10 alla seconda e 12 alla prima, da cui la famosa locuzione francese douze points.

#### Modalità
Tranne che nel 2010 e 2011 (quando si è votato fin dalla prima canzone), è possibile votare, sia nelle semifinali sia nella finale, in uno spazio di breve durata dopo l'esibizione dell'ultima canzone. Questo momento viene annunciato dai presentatori con l'altra celebre frase Europe (and Australia) start voting now!. La regola prevede che, sia per le giurie sia per il televoto, nessun Paese possa votare per la propria canzone.
In ciascuna semifinale partecipano al voto solo i Paesi che partecipano alla serata, ad eccezione del Paese ospitante e dei Big Five. Questi sei (o cinque, nel caso in cui il Paese ospitante sia un Big Five), accedendo di diritto alla finale, possono votare solo in una delle due semifinali. Durante la serata finale votano tutti i Paesi partecipanti.
Durante tutto l'evento, le votazioni sono effettuate congiuntamente dalle giurie nazionali e dal televoto. Tale situazione è rimasta in vigore fino al 2022: a partire dall'edizione successiva il voto delle semifinali viene decretato esclusivamente dal televoto, mentre per la finale resta invariato l'uso della classifica della giuria combinata con il risultato del televoto. Sempre a partire dal 2023 viene inserita la classifica "Resto del Mondo" dedicata ai Paesi intercontinentali che, tramite la piattaforma online del concorso, esprimono il loro giudizio che verrà successivamente sommato alla classifica televoto dei paesi partecipanti.

#### Dichiarazione dei voti
Al termine di ciascuna semifinale vengono annunciati senza un ordine particolare i Paesi che hanno avuto accesso alla finale, ma i punteggi e la classifica delle semifinali vengono resi noti solo dopo la serata finale.
Anche l'annuncio finale dei voti ha subito delle modifiche: inizialmente ogni Paese dichiarava tutti i punteggi partendo dal più basso, e il presentatore li ripeteva in inglese e francese (dal 2004 solo in una delle due lingue). Dal 2006 al 2015, i portavoce di ogni nazione dichiaravano quali nazioni avevano ricevuto 8, 10 e 12 punti. Dal 2016, invece, ciascun Paese dichiara solo i 12 punti (i punti da 1 a 10 vengono già mostrati direttamente sullo schermo).
L'ordine in cui vengono chiamate le nazioni in principio era basato sull'ordine di uscita delle canzoni, nel 2004 sulla sigla internazionale delle nazioni in ordine alfabetico, nel 2005 partendo dalle nazioni fermatesi in semifinale e poi quelle finaliste, dal 2006 al 2010 tramite sorteggio. Dal 2011 è basato su un particolare algoritmo sviluppato dall'emittente televisiva norvegese NRK che tiene conto dei voti delle giurie, cercando di mantenere il più possibile in bilico il risultato finale. Con il nuovo sistema di voto, il primo Paese che presenta il risultato delle giurie è quello che aveva ospitato l'Eurovision l'anno prima, mentre l'ultimo è quello ospitante.
Anche la modalità dell'annuncio dei punti del televoto è avvenuta in varie modalità. Dal 2016 al 2018 si seguiva la classifica del televoto: si partiva dall'ultimo posto del televoto a salire. Dal 2019 si preferisce invece seguire la classifica delle giurie, mantenendo così il risultato più in bilico possibile — ossia, virtualmente, fino all'ultimo momento, a meno che non si tenga costantemente il conto della differenza tra punti già assegnati e totale massimo (quest'ultimo sempre uguale al numero dei partecipanti moltiplicato per 58).

## Edizioni
| Anno | Città e Paese ospitante                     | Paese vincitore                                     | Artista                                             | Canzone                                             |
| ---- | ------------------------------------------- | --------------------------------------------------- | --------------------------------------------------- | --------------------------------------------------- |
| 1956 | Teatro Kursaal, Lugano                      | Svizzera                                            | Lys Assia                                           | Refrain                                             |
| 1957 | Großer Sendesaal, Francoforte sul Meno      | Paesi Bassi                                         | Corry Brokken                                       | Net als toen                                        |
| 1958 | AVRO Studios, Hilversum                     | Francia                                             | André Claveau                                       | Dors, mon amour                                     |
| 1959 | Palais des Festivals et des Congrès, Cannes | Paesi Bassi                                         | Teddy Scholten                                      | 'n Beetje                                           |
| 1960 | Royal Festival Hall, Londra                 | Francia                                             | Jacqueline Boyer                                    | Tom Pillibi                                         |
| 1961 | Palais des Festivals et des Congrès, Cannes | Lussemburgo                                         | Jean-Claude Pascal                                  | Nous les amoureux                                   |
| 1962 | Villa Louvigny, Lussemburgo                 | Francia                                             | Isabelle Aubret                                     | Un premier amour                                    |
| 1963 | BBC Television Centre, Londra               | Danimarca                                           | Grethe e Jørgen Ingmann                             | Dansevise                                           |
| 1964 | Tivolis Koncertsal, Copenaghen              | Italia                                              | Gigliola Cinquetti                                  | Non ho l'età (per amarti)                           |
| 1965 | Auditorium Rai, Napoli                      | Lussemburgo                                         | France Gall                                         | Poupée de cire, poupée de son                       |
| 1966 | Villa Louvigny, Lussemburgo                 | Austria                                             | Udo Jürgens                                         | Merci, Chérie                                       |
| 1967 | Hofburg, Vienna                             | Regno Unito                                         | Sandie Shaw                                         | Puppet on a String                                  |
| 1968 | Royal Albert Hall, Londra                   | Spagna                                              | Massiel                                             | La, la, la                                          |
| 1969 | Teatro Real, Madrid                         | Francia                                             | Frida Boccara                                       | Un jour, un enfant                                  |
| 1969 | Teatro Real, Madrid                         | Paesi Bassi                                         | Lenny Kuhr                                          | De troubadour                                       |
| 1969 | Teatro Real, Madrid                         | Regno Unito                                         | Lulu                                                | Boom Bang-a-Bang                                    |
| 1969 | Teatro Real, Madrid                         | Spagna                                              | Salomé                                              | Vivo cantando                                       |
| 1970 | Amsterdam RAI, Amsterdam                    | Irlanda                                             | Dana                                                | All Kinds of Everything                             |
| 1971 | Gaiety Theatre, Dublino                     | Principato di Monaco                                | Séverine                                            | Un banc, un arbre, une rue                          |
| 1972 | Usher Hall, Edimburgo                       | Lussemburgo                                         | Vicky Léandros                                      | Après toi                                           |
| 1973 | Grand Théâtre, Lussemburgo                  | Lussemburgo                                         | Anne-Marie David                                    | Tu te reconnaîtras                                  |
| 1974 | Brighton Dome, Brighton                     | Svezia                                              | ABBA                                                | Waterloo                                            |
| 1975 | Stockholmsmässan, Stoccolma                 | Paesi Bassi                                         | Teach-In                                            | Ding-a-dong                                         |
| 1976 | Congresgebouw, L'Aia                        | Regno Unito                                         | Brotherhood of Man                                  | Save Your Kisses for Me                             |
| 1977 | Wembley Conference Centre, Londra           | Francia                                             | Marie Myriam                                        | L'oiseau et l'enfant                                |
| 1978 | Palais des congrès, Parigi                  | Israele                                             | Izhar Cohen & The Alpha Beta                        | A-Ba-Ni-Bi                                          |
| 1979 | Binyenei HaUma, Gerusalemme                 | Israele                                             | Milk & Honey e Gali Atari                           | Hallelujah                                          |
| 1980 | Congresgebouw, L'Aia                        | Irlanda                                             | Johnny Logan                                        | What's Another Year                                 |
| 1981 | Royal Dublin Society, Dublino               | Regno Unito                                         | Bucks Fizz                                          | Making Your Mind Up                                 |
| 1982 | Harrogate International Centre, Harrogate   | Germania Ovest                                      | Nicole                                              | Ein bißchen Frieden                                 |
| 1983 | Audi Dome, Monaco di Baviera                | Lussemburgo                                         | Corinne Hermès                                      | Si la vie est cadeau                                |
| 1984 | Grand Théâtre, Lussemburgo                  | Svezia                                              | Herreys                                             | Diggi-Loo Diggi-Ley                                 |
| 1985 | Scandinavium, Göteborg                      | Norvegia                                            | Bobbysocks                                          | La det swinge                                       |
| 1986 | Grieghallen, Bergen                         | Belgio                                              | Sandra Kim                                          | J'aime la vie                                       |
| 1987 | Palais du Centenaire, Bruxelles             | Irlanda                                             | Johnny Logan                                        | Hold Me Now                                         |
| 1988 | Royal Dublin Society, Dublino               | Svizzera                                            | Céline Dion                                         | Ne partez pas sans moi                              |
| 1989 | Palais de Beaulieu, Losanna                 | Jugoslavia                                          | Riva                                                | Rock Me                                             |
| 1990 | Vatroslav Lisinski Concert Hall, Zagabria   | Italia                                              | Toto Cutugno                                        | Insieme: 1992                                       |
| 1991 | Studio 15 di Cinecittà, Roma                | Svezia                                              | Carola                                              | Fångad av en stormvind                              |
| 1992 | Malmö Isstadion, Malmö                      | Irlanda                                             | Linda Martin                                        | Why Me?                                             |
| 1993 | Green Glens Arena, Millstreet               | Irlanda                                             | Niamh Kavanagh                                      | In Your Eyes                                        |
| 1994 | Point Theatre, Dublino                      | Irlanda                                             | Paul Harrington e Charlie McGettigan                | Rock 'n' Roll Kids                                  |
| 1995 | Point Theatre, Dublino                      | Norvegia                                            | Secret Garden                                       | Nocturne                                            |
| 1996 | Oslo Spektrum, Oslo                         | Irlanda                                             | Eimear Quinn                                        | The Voice                                           |
| 1997 | Point Theatre, Dublino                      | Regno Unito                                         | Katrina and the Waves                               | Love Shine a Light                                  |
| 1998 | Barclaycard Arena, Birmingham               | Israele                                             | Dana International                                  | Diva                                                |
| 1999 | Binyenei HaUma, Gerusalemme                 | Svezia                                              | Charlotte Perrelli                                  | Take Me to Your Heaven                              |
| 2000 | Globen, Stoccolma                           | Danimarca                                           | Olsen Brothers                                      | Fly on the Wings of Love                            |
| 2001 | Stadio Parken, Copenaghen                   | Estonia                                             | Tanel Padar, Dave Benton & 2XL                      | Everybody                                           |
| 2002 | Saku Suurhall, Tallinn                      | Lettonia                                            | Marie N                                             | I Wanna                                             |
| 2003 | Skonto Arena, Riga                          | Turchia                                             | Sertab Erener                                       | Every Way that I Can                                |
| 2004 | Abdi İpekçi Arena, Istanbul                 | Ucraina                                             | Ruslana                                             | Wild Dances                                         |
| 2005 | Palazzo dello Sport, Kiev                   | Grecia                                              | Helena Paparizou                                    | My Number One                                       |
| 2006 | O.A.K.A. Olympic Indoor Hall, Atene         | Finlandia                                           | Lordi                                               | Hard Rock Hallelujah                                |
| 2007 | Hartwall Arena, Helsinki                    | Serbia                                              | Marija Šerifović                                    | Molitva                                             |
| 2008 | Štark Arena, Belgrado                       | Russia                                              | Dima Bilan                                          | Believe                                             |
| 2009 | Olimpijskij, Mosca                          | Norvegia                                            | Alexander Rybak                                     | Fairytale                                           |
| 2010 | Telenor Arena, Oslo                         | Germania                                            | Lena                                                | Satellite                                           |
| 2011 | Düsseldorf Arena, Düsseldorf                | Azerbaigian                                         | Ell & Nikki                                         | Running Scared                                      |
| 2012 | Baku Crystal Hall, Baku                     | Svezia                                              | Loreen                                              | Euphoria                                            |
| 2013 | Malmö Arena, Malmö                          | Danimarca                                           | Emmelie de Forest                                   | Only Teardrops                                      |
| 2014 | B&W-Hallerne, Copenaghen                    | Austria                                             | Conchita Wurst                                      | Rise like a Phoenix                                 |
| 2015 | Wiener Stadthalle, Vienna                   | Svezia                                              | Måns Zelmerlöw                                      | Heroes                                              |
| 2016 | Globen, Stoccolma                           | Ucraina                                             | Jamala                                              | 1944                                                |
| 2017 | International Exhibition Centre, Kiev       | Portogallo                                          | Salvador Sobral                                     | Amar pelos dois                                     |
| 2018 | Altice Arena, Lisbona                       | Israele                                             | Netta                                               | Toy                                                 |
| 2019 | Expo Tel Aviv, Tel Aviv                     | Paesi Bassi                                         | Duncan Laurence                                     | Arcade                                              |
| 2020 | Rotterdam Ahoy, Rotterdam                   | Evento annullato a causa della pandemia di COVID-19 | Evento annullato a causa della pandemia di COVID-19 | Evento annullato a causa della pandemia di COVID-19 |
| 2021 | Rotterdam Ahoy, Rotterdam                   | Italia                                              | Måneskin                                            | Zitti e buoni                                       |
| 2022 | PalaOlimpico, Torino                        | Ucraina                                             | Kalush Orchestra                                    | Stefania                                            |
| 2023 | Liverpool Arena, Liverpool                  | Svezia                                              | Loreen                                              | Tattoo                                              |
| 2024 | Malmö Arena, Malmö                          | Svizzera                                            | Nemo                                                | The Code                                            |
| 2025 | St. Jakobshalle, Basilea                    | Austria                                             | JJ                                                  | Wasted Love                                         |
| 2026 | Wiener Stadthalle, Vienna                   |                                                     |                                                     |                                                     |

## Slogan
A partire dal 2002 e fino al 2022, ogni edizione del concorso canoro ha adottato uno slogan, deciso dall'emittente organizzatrice, e a partire da questo vengono in seguito sviluppati il design del logo e la scenografia.
A partire dall'edizione 2023, su decisione dell'UER, viene introdotto uno slogan permanente per l'edizione in questione del concorso e per tutte quelle future: United by Music, il medesimo adottato per l'edizione 2023, diventa quindi il payoff globale dell'evento.
Ecco di seguito elencati tutti gli slogan:
| Edizione          | Città ospitante | Slogan                | Traduzione                  |
| ----------------- | --------------- | --------------------- | --------------------------- |
| 2002              | Tallinn         | A Modern Fairytale    | Una favola moderna          |
| 2003              | Riga            | Magical Rendezvous    | Magico appuntamento         |
| 2004              | Istanbul        | Under the Same Sky    | Sotto lo stesso cielo       |
| 2005              | Kiev            | Awakening             | Risveglio                   |
| 2006              | Atene           | Feel the Rhythm!      | Senti il ritmo!             |
| 2007              | Helsinki        | True Fantasy          | Pura fantasia               |
| 2008              | Belgrado        | Confluence of Sound   | Confluenza del suono        |
| 2009              | Mosca           | Slogan non utilizzato | Slogan non utilizzato       |
| 2010              | Oslo            | Share the Moment!     | Condividi il momento!       |
| 2011              | Düsseldorf      | Feel Your Heart Beat! | Senti il tuo cuore battere! |
| 2012              | Baku            | Light Your Fire!      | Accendi il tuo fuoco!       |
| 2013              | Malmö           | We Are One            | Siamo uno solo              |
| 2014              | Copenaghen      | #JoinUs               | #UniscitiANoi               |
| 2015              | Vienna          | Building Bridges      | Costruendo ponti            |
| 2016              | Stoccolma       | Come Together         | Venite insieme              |
| 2017              | Kiev            | Celebrate Diversity   | Celebra la diversità        |
| 2018              | Lisbona         | All Aboard!           | Tutti a bordo!              |
| 2019              | Tel Aviv        | Dare to Dream         | Osa sognare                 |
| 2020 2021         | Rotterdam       | Open Up               | Apritevi                    |
| 2022              | Torino          | The Sound of Beauty   | Il suono della bellezza     |
| Slogan permanente |                 |                       |                             |
| 2023              | Liverpool       | United by Music       | Uniti dalla musica          |
| 2024              | Malmö           | United by Music       | Uniti dalla musica          |
| 2025              | Basilea         | United by Music       | Uniti dalla musica          |
| 2026              | Vienna          | United by Music       | Uniti dalla musica          |

## Ruoli chiave

### Supervisore esecutivo
Dal 1964 il voto viene controllato da uno scrutatore nominato dall'UER. Lo scrutatore deve controllare che tutti i punti vengano assegnati correttamente.
Nella seguente tabella ci sono gli scrutatori e i supervisori esecutivi dell'Eurovision Song Contest nominati dall'UER:
| Nome                    | Nazione     | Anni      |
| ----------------------- | ----------- | --------- |
| Rolf Liebermann         | Svizzera    | 1956-1963 |
| Miroslav Vilček         | Jugoslavia  | 1964-1965 |
| Clifford Brown          | Regno Unito | 1966-1977 |
| Frank Naef              | Svizzera    | 1978-1992 |
| Christian Clausen       | Danimarca   | 1993-1995 |
| Marie-Claire Vionnet    | Francia     | 1996-1997 |
| Christine Marchal-Ortiz | Francia     | 1998-2002 |
| Sarah Yuen              | Regno Unito | 2003      |
| Svante Stockselius      | Svezia      | 2004-2010 |
| Jon Ola Sand            | Norvegia    | 2011-2019 |
| Martin Österdahl        | Svezia      | 2021-2025 |

1. ↑  L'edizione 2020, che sarebbe dovuta essere l'ultima con Sand nel ruolo di supervisore esecutivo, è stata successivamente cancellata. Al suo posto è stato trasmesso lo speciale Eurovision: Europe Shine a Light, con cui Sand ha ricoperto per l'ultima volta il ruolo di supervisore esecutivo.

### Direttore
Dal 2025, viene introdotto il ruolo del direttore del concorso, in seguito a diverse controversie avvenute durante l'edizione del 2024, relative all'organizzazione generale dell'evento e sul trattamento dello staff e delle delegazioni partecipanti al concorso.
Nella seguente tabella ci sono i direttori dell'Eurovision Song Contest nominati dall'UER:
| Nome         | Nazione     | Anni          |
| ------------ | ----------- | ------------- |
| Martin Green | Regno Unito | 2025-presente |

### Responsabile del marchio e commerciale
Dal 2025, oltre al ruolo del direttore del concorso, viene introdotto anche il responsabile del marchio e commerciale.
Nella seguente tabella ci sono i responsabili del marchio e commerciale dell'Eurovision Song Contest nominati dall'UER:
| Nome                | Nazione     | Anni          |
| ------------------- | ----------- | ------------- |
| Jurian van der Meer | Paesi Bassi | 2025-presente |

## Premio Barbara Dex
Il Premio Barbara Dex (in inglese: Barbara Dex Award), chiamato come l'omonima cantante belga che rappresentò il Belgio nel 1993, è stato un curioso trofeo annuale, che dall'edizione 1997 all'edizione 2021 è stato conferito dal fan site Eurovision House al cantante o alla cantante con il peggior look della manifestazione: infatti la Dex aveva suscitato clamore per un vestito di dubbio gusto da lei stessa disegnato.
Ventuno Paesi in totale si sono aggiudicati il premio, tra cui la Serbia, la Macedonia del Nord e il Portogallo i soli a guadagnarselo in due occasioni.
Dal 2022 il premio è stato rimosso, perché secondo gli organizzatori era ormai associato a un numero troppo elevato di insulti e commenti negativi, perdendo il senso goliardico con cui era stato istituito. In sua sostituzione è stato inaugurato un nuovo premio, il premio  "You're a Vision" (in italiano: "sei una visione").

## Presentatori
Ogni edizione dell'Eurovision Song Contest è stata presentata da almeno un conduttore o conduttrice. Questi vengono scelti dall'emittente nazionale che organizza l'edizione in questione, e capita spesso che il vincitore della precedente edizione presenti la successiva (ad esempio Måns Zelmerlöw ha presentato l'edizione 2016, dopo la sua vittoria nel 2015, in coppia con Petra Mede). Il primo presentatore della manifestazione è stato Lohengrin Filipello.

## Vincitori
L'Eurovision è stato vinto in totale da 27 nazioni diverse, di cui una non più esistente (la Jugoslavia).
Ogni edizione ha avuto un vincitore, per un totale di 69 (contando anche il pareggio a quattro nel 1969). Di questi, solo due hanno vinto più di una volta: l'irlandese Johnny Logan — i cui successi sono datati 1980 e 1987 — e la svedese Loreen, trionfante nelle edizioni del 2012 e del 2023. Inoltre, sono rari gli artisti che rappresentano per più edizioni il proprio paese: tra questi troviamo Lena, Dana International, Marco Mengoni, Mahmood e Charlotte Perrelli. Spesso, soprattutto nelle ultime edizioni, i vincitori, affiancati dai presentatori, conducono lo show.
Normalmente i vincitori di un'edizione si esibiscono nella successiva cantando, spesso all'apertura dell'evento o come Interval Act, sia la canzone vincitrice sia un nuovo singolo, ad esempio nella finale del 2014, Emmelie de Forest, si è esibita cantando una versione breve di Only Teardrops seguita da Rainmaker, suo nuovo singolo. In alcuni casi si esibiscono affiancati da altri vincitori, come ad esempio nel 2012, dove Marija Šerifović, Dima Bilan, Alexander Rybak, Lena, Ell & Nikki si sono esibiti cantando un breve estratto dei loro brani vincitori.
L'Eurovision è stato anche un trampolino di lancio per le carriere internazionali di molti artisti, come nel caso degli ABBA, di Céline Dion e, più recentemente, dei Måneskin.

## Paesi extraeuropei che hanno trasmesso l'evento
Qui di seguito sono riportati i Paesi non europei e non partecipanti che trasmettono annualmente la manifestazione musicale. Inoltre, è degno notare che la gara è trasmessa integralmente sulla piattaforma YouTube, nonostante per motivi di copyright certe edizioni possano essere bloccate in certi paesi. 
| Nazione       | Rete/i televisiva/e                                                                                  |
| ------------- | --- |
| Algeria       | Sconosciuta (dal 1978)                                                                               |
| Brasile       | TV Tupi (dal 1969/1980), Sconosciuta (dal 1970/1972)                                                 |
| Canada        | Sconosciuta (dal 1989/2000), OTV (dal 2014/2015)                                                     |
| Cile          | Canal 9 (dal 1969), Sconosciuta (dal 1970/1975)                                                      |
| Corea del Sud | Sconosciuta (dal 1975)                                                                               |
| Filippine     | ABS-CBN (dal 1972)                                                                                   |
| Egitto        | Sconosciuta (dal 1981)                                                                               |
| Hong Kong     | Sconosciuta (dal 1971/1972, 1975 e 1978/1979)                                                        |
| India         | Sconosciuta                                                                                          |
| Giappone      | Sconosciuta (dal 1972 /1975), NHK (dal 2000)                                                         |
| Giordania     | JRTV (dal 1975/1978)                                                                                 |
| Kirghizistan  | OTRK (dal 2012)                                                                                      |
| Messico       | Las Estrellas (dal 2004)                                                                             |
| Nuova Zelanda | Stratos (dal 2009/2011), UKTV (dal 2014/2016)                                                        |
| Porto Rico    | Sconosciuta (dal 1969), MSN (dal 2003), Sconosciuta (dal 2004)                                       |
| Taiwan        | Sconosciuta (dal 1972)                                                                               |
| Thailandia    | Sconosciuta (dal 1972)                                                                               |
| Stati Uniti   | Sconosciuta (dal 1971), Univision (dal 2002/2004, 2017), Logo TV (dal 2016/2018), Peacock (dal 2021) |

## Statistiche, curiosità e controversie

### Sui cantanti

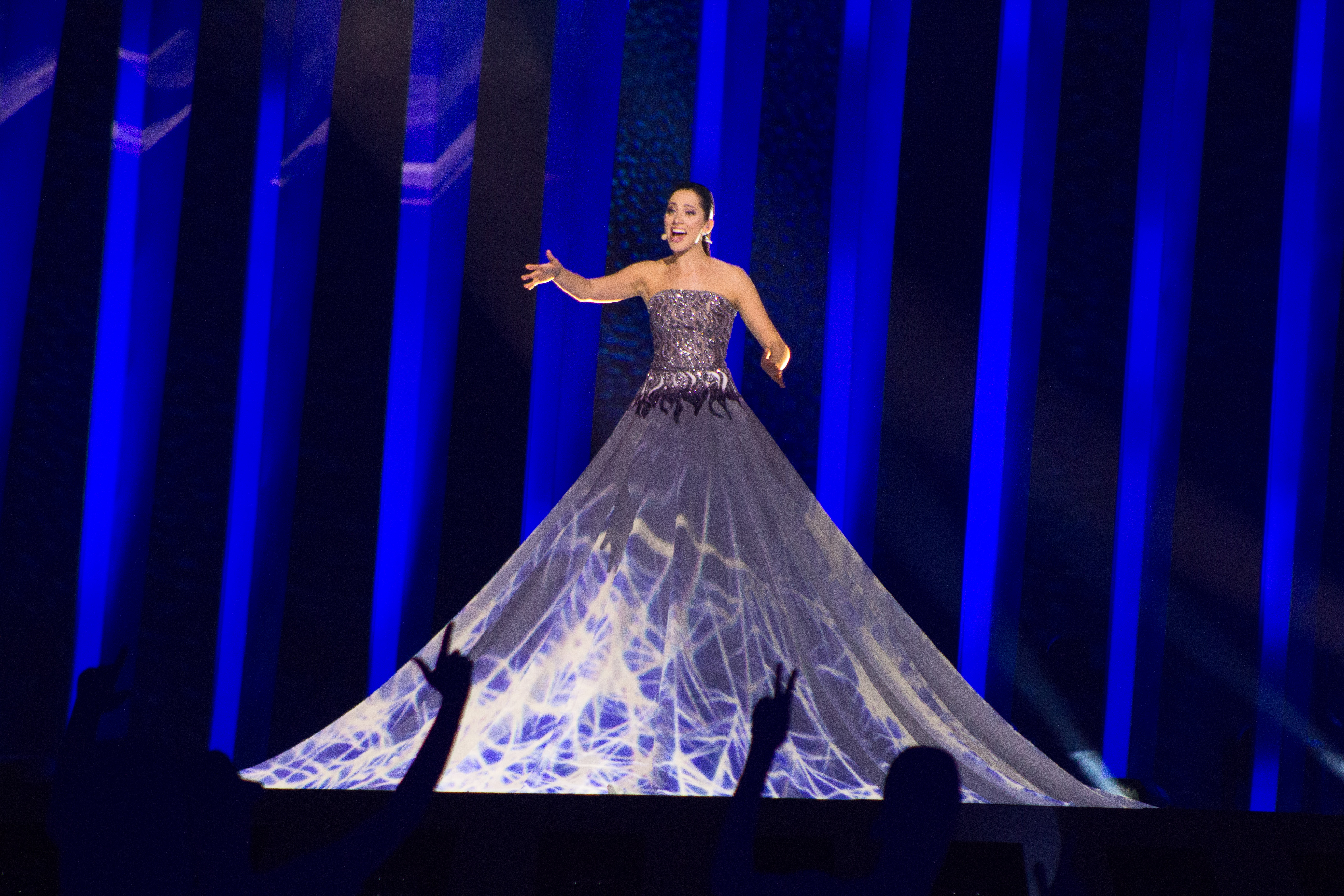
Elina Netšajeva sul palco della Altice Arena (2018)

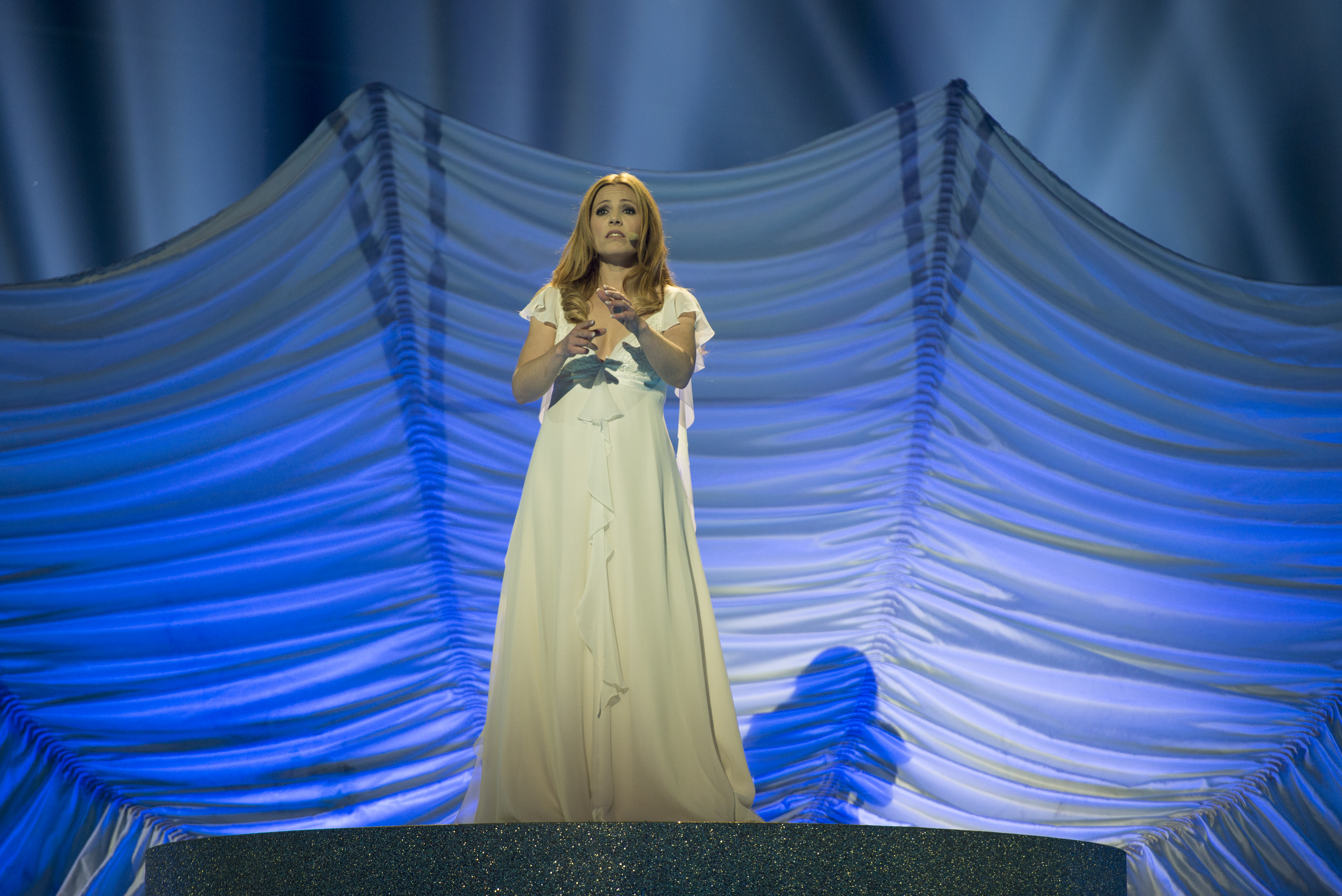
Valentina Monetta, rappresentante per quattro volte di San Marino, nell'esibizione del 2014

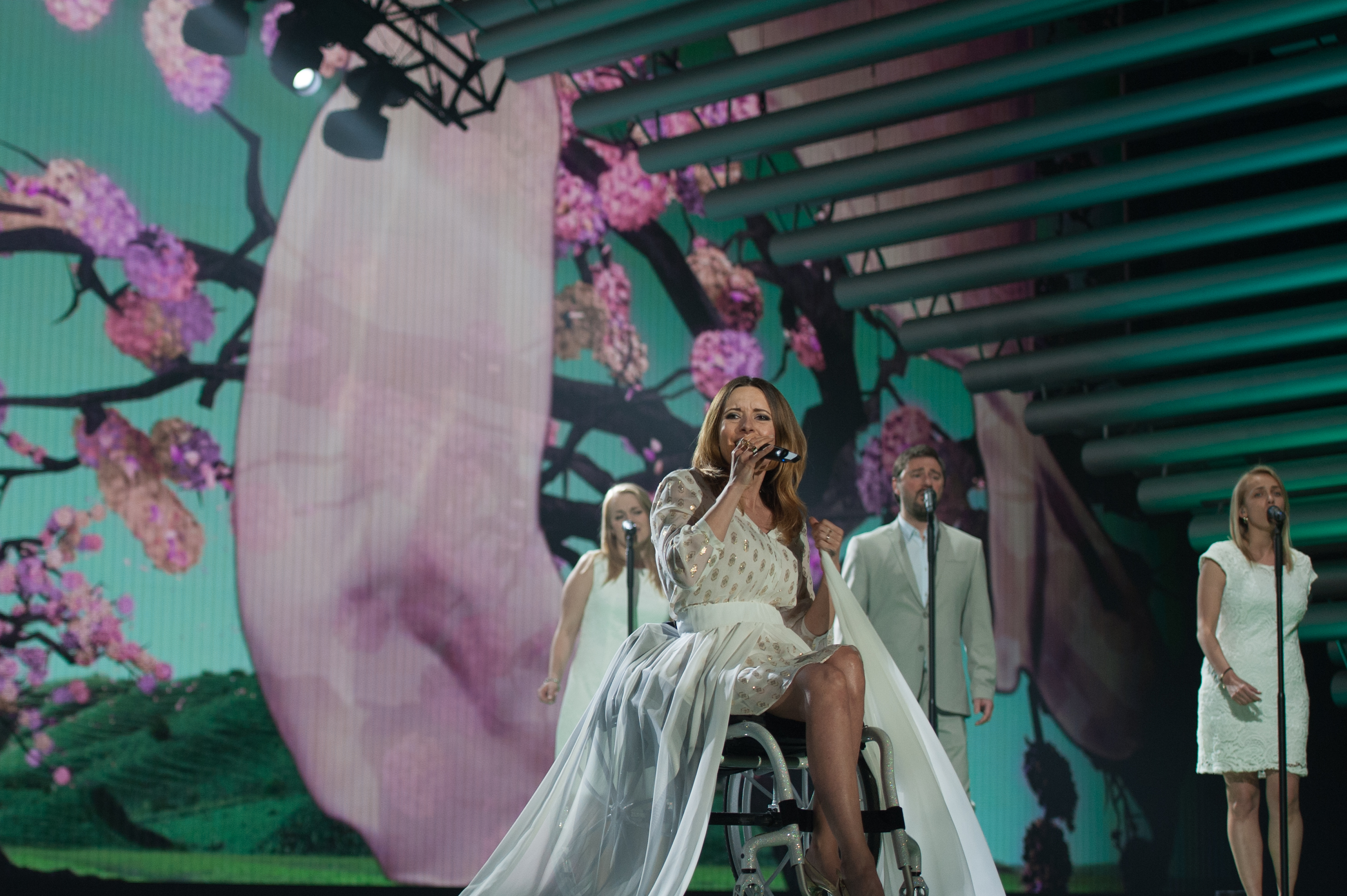
Monika Kuszyńska, rappresentante polacca nel 2015

- Nunzio Gallo, rappresentante italiano nel 1957, ha cantato la canzone più lunga (5 minuti e 9 secondi);
- Nathalie Pâque, rappresentante francese nel 1989, è la rappresentante più giovane della manifestazione (11 anni e 11 mesi) e, proprio per le polemiche sorte in quell'edizione (anche a causa della partecipazione di un dodicenne nel duo israeliano Gili & Galit), dall'anno successivo si decise che ogni artista avrebbe dovuto avere almeno 16 anni per poter partecipare alla competizione;
- Serafin Zubiri, rappresentante spagnolo nel 1992 e nel 2000, è stato il primo artista non vedente ed il primo solista con disabilità a partecipare alla manifestazione, nonché il primo a farlo due volte;
- I Lordi, rappresentanti finlandesi nel 2006, sono l'unico gruppo ad aver vinto l'ESC sia in semifinale sia in finale con lo stesso numero di punti (292 punti);
- Diana Gurtskaya, rappresentante georgiana nel 2008, è stata la prima cantante donna disabile a partecipare alla rassegna canora;
- Dustin the Turkey, in gara per l'Irlanda nel 2008 con la sua Irelande douze pointe, è stato il primo concorrente non umano a prendere parte alla manifestazione: si trattava infatti di un pupazzo con sembianze di tacchino, mascotte di un programma TV per bambini;
- Harel Skaat, rappresentante israeliano nel 2010, ha stabilito il record di Marcel Bezençon Awards vinti nella stessa edizione (3);
- Emil Ramsauer, rappresentante svizzero nel 2013 come parte dei Takasa, è il rappresentante più anziano della manifestazione (95 anni);
- Tre artisti hanno partecipato quattro volte alla gara: Valentina Monetta, rappresentante sammarinese nel 2012, 2013, 2014 e 2017, è la cantante donna che ha partecipato a più edizioni per il proprio Paese, mentre il cantante uomo ad averlo fatto più volte è il belga Fud Leclerc (nel 1956, 1958, 1960, e 1962). Tra i gruppi, invece, primeggiano i Peter, Sue & Marc, i quali hanno partecipato nel 1971, 1976, 1979, e 1981, sempre in rappresentanza della Svizzera;
- Anastasija e Maria Tolmačëvy, rappresentanti russe nel 2014, e Destiny Chukunyere, rappresentante maltese nel 2021, sono le vincitrici del JESC ad aver ottenuto il posto migliore in finale (7º posto);
- Monika Kuszyńska, rappresentante polacca nel 2015, è stata la prima cantante in sedia a rotelle a esibirsi sul palco dell'ESC;
- I Pertti Kurikan Nimipäivät, rappresentanti finlandesi nel 2015, sono stati il primo gruppo con disabilità a prendere parte alla manifestazione (tutti e quattro hanno la sindrome di Down). Inoltre, hanno cantato la canzone più corta (1 minuto e 27 secondi);
- Bianca Nicholas, membro del duo Electro Velvet, rappresentanti britannici nel 2015, è stata la prima cantante con la fibrosi cistica a prendere parte alla manifestazione;
- Anita Simoncini e Michele Perniola, rappresentanti sammarinesi nel 2015, sono stati il duo più giovane della manifestazione (16 e 17 anni);
- Elina Netšajeva, rappresentante estone nel 2018, ha indossato il vestito più costoso dell'ESC, per un costo di 65.000 euro;[60]
- I Little Big, che avrebbero dovuto rappresentare la Russia nel 2020, sono stati i primi a raggiungere e superare le 100 milioni di visualizzazioni sul canale YouTube ufficiale dell'Eurovision Song Contest ancora prima dello svolgimento dello show;
- Eden Alene, rappresentante israeliana nel 2021, ha cantato la nota più alta in assoluto nella storia della manifestazione;
- Natalia Gordienko, rappresentante moldava nel 2006 e 2021, ha cantato la nota più lunga in assoluto nella storia della manifestazione (17 secondi);
- I Subwoolfer, rappresentanti norvegesi nel 2022, sono stati gli unici artisti ad esibirsi mascherati, indossando per le loro performance un completo nero con maschera gialla da lupo; di essi non si conoscevano le vere identità, ma solo gli pseudonimi di Keith e Jim,[61] fino al 2023 quando si sono poi rivelati;
- I 5miinust & Puuluup, rappresentanti dell'Estonia all'Eurovision Song Contest 2024, hanno stabilito il record per la canzone dal titolo più lungo, cioè (Nendest) narkootikumidest ei tea me (küll) midagi, che conta 44 caratteri.

### Sui presentatori

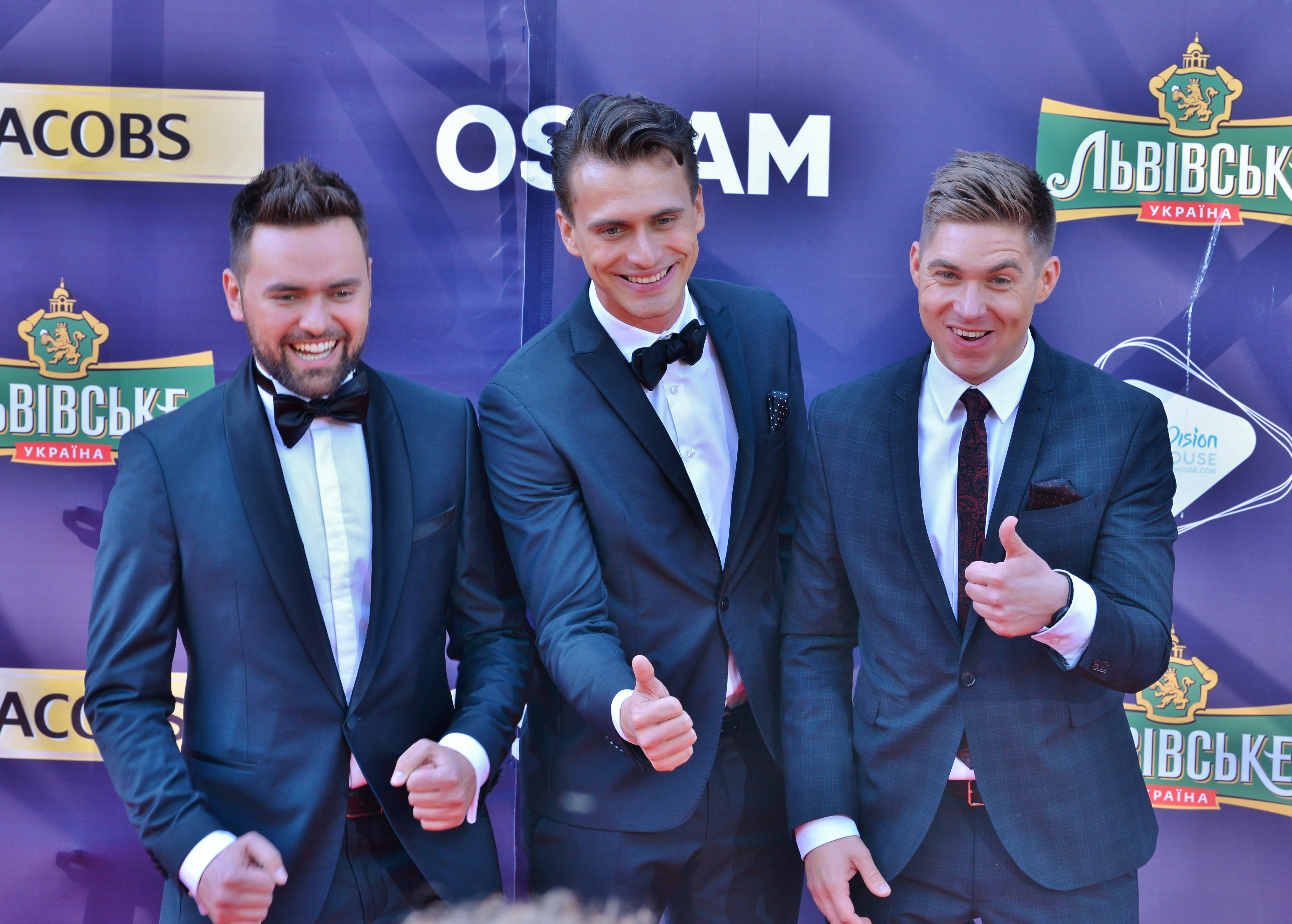
I presentatori dell'edizione 2017 (da destra: Timur Mirošnyčenko, Oleksandr Skičko e Volodymyr Ostapčuk)

- Katie Boyle è stata la presentatrice ad aver condotto il maggior numero di edizioni della manifestazione (1960, 1963, 1968 e 1974);
- Corry Brokken è stata la prima presentatrice ad aver partecipato e vinto l'Eurovision Song Contest;
- Désirée Nosbusch, presentatrice nel 1984, è stata la presentatrice più giovane della manifestazione (19 anni);
- Léon Zitrone, presentatore nel 1978, è stato il presentatore più anziano della manifestazione (63 anni);
- L'edizione 2015 è stata la prima a essere presentata da un gruppo di sole donne (Mirjam Weichselbraun, Alice Tumler e Arabella Kiesbauer);
- Al contrario, quella del 2017 è stata la prima e finora unica edizione ad essere presentata da un gruppo di soli uomini (Timur Mirošnyčenko, Oleksandr Skičko e Volodymyr Ostapčuk);
- Nikkie de Jager, nota su YouTube con lo pseudonimo NikkieTutorials, è stata la prima presentatrice transgender della manifestazione;
- L'edizione del 1991 è stata la prima (e finora l'unica) a essere presentata da una coppia di ex vincitori, Gigliola Cinquetti (vincitrice nel 1964) e Toto Cutugno (vincitore nel 1990);
- Sei vincitori hanno successivamente presentato un'edizione del concorso. Quattro di questi — il già citato Toto Cutugno nel 1991, Marija Naumova nel 2003, Eldar Qasımov nel 2012 e Måns Zelmerlöw nel 2016 — erano stati vincitori delle rispettive edizioni precedenti. Corry Brokken, vincitrice nel 1957, ha presentato l'edizione del 1976, a 19 anni dalla sua vittoria al concorso, mentre Gigliola Cinquetti ha presentato l'edizione 1991 a 27 anni dalla sua vittoria avvenuta nel 1964;
- Nelle edizioni del 2008, del 2011 e del 2018 hanno partecipato 43 nazioni, il numero più alto nella storia dell'Eurovision;
- L'edizione del 2016 è quella con il maggior numero di spettatori secondo i dati comunicati dalla EBU, ben 204 milioni (considerando coloro che hanno visto una parte dell'evento); si stima che l'edizione del 1986 sia stata vista da 800 milioni di persone, ma non si hanno dati attendibili.[62]

### Sui vincitori
- Dave Benton, vincitore estone con Tanel Padar e 2XL nel 2001, è il vincitore più anziano (50 anni e 101 giorni);
- Sandra Kim, vincitrice belga nel 1986, è stata la vincitrice più giovane (13 anni);
- La francese Isabelle Aubret, vincitrice dell'edizione 1962, è la vincitrice più anziana ancora in vita (85 anni). Il vincitore uomo più anziano ancora in vita è invece il britannico Lee Sheriden (79 anni), membro del gruppo Brotherhood of Man, vincitore dell'edizione 1976;
- Toto Cutugno, vincitore italiano nel 1990, è stato il primo vincitore ad essere anche paroliere e compositore della canzone vincitrice;
- Anne-Marie David, vincitrice lussemburghese nel 1973, vinse con la percentuale più alta di voti (80,63%);
- Alexander Rybak, vincitore norvegese nel 2009, ha vinto con il maggior distacco dal secondo classificato (169 punti di differenza);
- Dana International, vincitrice israeliana nel 1998 e rappresentante nel 2011 sempre per Israele, è stata la prima persona transgender ad aver vinto;
- Johnny Logan, vincitore irlandese nel 1980 e nel 1987, nonché autore del brano vincitore dell'edizione 1992, è stato il primo cantante ad aver vinto più di una volta;
- Salvador Sobral, vincitore portoghese nel 2017, ha vinto con il maggior numero di punti (758);
- Duncan Laurence, vincitore olandese nel 2019, è stato l'unico vincitore a essere rimasto "in carica" per due anni consecutivi in quanto l'edizione del 2020 è stata cancellata a causa della pandemia di COVID-19;
- Thomas Raggi dei Måneskin, vincitori italiani nel 2021, è il primo vincitore ad essere nato nel XXI secolo;
- Loreen è la prima donna ad aver vinto due edizioni: nel 2012 e nel 2023;
- Nemo, vincitore svizzero nel 2024, è stato il primo vincitore non binario nella storia della manifestazione;
- JJ, vincitore austriaco nel 2025, è stato il primo vincitore di origini asiatiche ad aver vinto la manifestazione.

### Sui Paesi partecipanti
- Ancora 24 stati devono collezionare una vittoria (esclusa Serbia e Montenegro, Stato non più esistente);[p 1]
- Tra i Paesi attualmente partecipanti, la Spagna è il Paese che non vince da più tempo (56 anni al 2025; ultima vittoria nel 1969);
- Cipro è il Paese con il maggior numero di partecipazioni a non aver ancora vinto (43 partecipazioni al 2025; il miglior risultato è il secondo posto del 2018);
- Andorra è l'unico Stato a non aver mai raggiunto la finale, mentre l'Ucraina e Lussemburgo sono gli unici paesi ad aver sempre raggiunto la finale dall'introduzione delle semifinali;
- L'Australia è l'ultimo Stato esordiente (2015), nonché l'unico oceanico ad aver preso parte;
- La Germania è lo Stato con il più alto numero di partecipazioni (69 al 2025);
- L'Irlanda e la Svezia sono gli Stati ad aver vinto più edizioni (7); l'Irlanda è anche lo Stato ad averlo vinto più volte consecutivamente (3);
- Israele, il Lussemburgo, la Spagna e ancora l'Irlanda sono le uniche nazioni ad aver vinto per almeno due edizioni consecutive. Insieme alla Svizzera, che ha vinto nella prima edizione, sono le uniche nazioni ad aver vinto da Paesi ospitanti;
- L'Austria è la nazione che detiene il primato del più lungo intervallo di tempo tra una vittoria e l'altra (48 anni, tra la vittoria del 1966 e quella del 2014);
- La Svizzera è il Paese che ha ricevuto il maggior numero di 12 punti dalle giurie nazionali nella finale di una singola edizione (22 nel 2024); invece l’Ucraina ha ricevuto il maggior numero di 12 punti dal televoto in un’edizione (28 nel 2022);
- La Macedonia del Nord, la Serbia e il Portogallo sono gli Stati che hanno vinto più volte il Barbara Dex Award (2);
- Il Marocco è l'unico Stato ad aver partecipato una sola volta (1980) e l'unico africano ad aver preso parte all'Eurovision (l'avrebbe dovuto fare anche la Tunisia nel 1977, però si ritirò prima dell'inizio della gara);
- Il Lussemburgo è lo Stato assente per più tempo a essere successivamente ritornato in gara (31 anni, assente dal 1993 e tornato nel 2024);
- Il Regno Unito è lo Stato che ha ospitato e organizzato più volte l'Eurovision (9);
- La Croazia non ha mai vinto come Paese indipendente, ma una band croata (i Riva nel 1989) ha vinto come rappresentante della Jugoslavia. La Serbia, invece, ha vinto come Stato indipendente – primo Paese della ex Jugoslavia a farlo – ed è stata la prima (esclusa la Svizzera nell'edizione inaugurale) a vincere alla partecipazione di esordio;
- L'Estonia è stato il primo Paese dell'ex blocco sovietico a vincere il concorso (nel 2001).

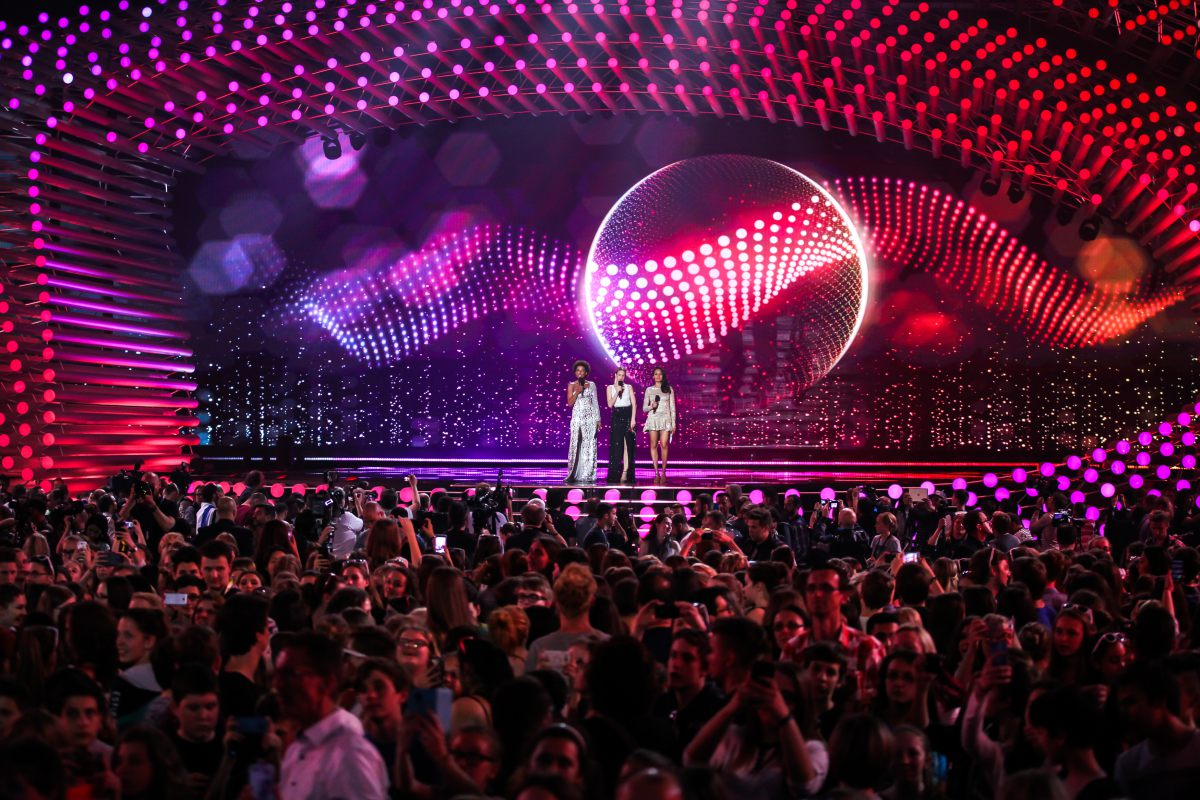
Il palco dell'Eurovision 2015

1. ↑  Nonostante la Jugoslavia si sia dissolta nel 2003, il paese è riuscito a ottenere una vittoria nel 1989.

### Sulla manifestazione
- L'Eurovision Song Contest è uno dei programmi televisivi più longevi al mondo ed è entrato nel Guinness World Record come la competizione annuale di musica più longeva (a livello internazionale);[63][64]
- Il The Point di Dublino ha ospitato il maggior numero di edizioni (3);
- La capitale irlandese è anche la città che ha ospitato più edizioni, ben 6. Seguono Lussemburgo e Londra con 4, Stoccolma, Copenaghen e Malmö con 3 e Cannes, Gerusalemme, L'Aia, Oslo, Vienna e Kiev che hanno ospitato due edizioni a testa;
- L'edizione del 1956 aveva due canzoni per nazione, talvolta cantate dallo stesso cantante, e nessuna classifica (solo il vincitore era reso noto);
- L'edizione del 1969 ha visto il primo e unico pareggio raggiunto da quattro Paesi contemporaneamente: Francia, Paesi Bassi, Regno Unito e Spagna;
- Nel 1974, la canzone portoghese E depois do adeus di Paulo de Carvalho fu usata come segnale di preallarme per preparare la Rivoluzione dei Garofani, che nell'aprile del 1974 rovesciò il regime dittatoriale di Marcello Caetano;
- Da quando è stato abolito l'ex aequo per il primo classificato nel 1970, l'edizione del 1991 è l'unica in cui c'è stato un ex aequo (tra Francia e Svezia). Entrambe totalizzarono lo stesso punteggio ma, diversamente da quanto accadde nel 1969, non furono decretati plurivincitori: secondo il sistema di voto, ancora oggi vigente, il vincitore assoluto può essere solo uno, ossia il paese che accumula più volte da 12 a 1 punti. Nel 1991, Francia e Svezia ottennero lo stesso numero di 12 punti, ma il paese scandinavo ottenne più volte 10 punti e fu pertanto decretato vincitore della serata. In futuro le regole furono cambiate, e adesso il paese che ottiene punti da più nazioni diverse si classifica più in alto.
- Esclusa la prima edizione del concorso (1956) l’edizione 1994 è stata quella con il maggior numero di Paesi debuttanti. Parteciparono al concorso per la prima volta ben sette Paesi: Estonia, Lituania, Polonia, Romania, Russia, Slovacchia e Ungheria.
- L'edizione del 2015 ha visto la presentazione di due brani con lo stesso titolo, il brano Warrior della cantante georgiana Nina Sublatti e il brano omonimo Warrior della cantante maltese Amber Bondin. La curiosa circostanza si è verificata di nuovo nell'edizione del 2021, con il brano Amen del cantante austriaco Vincent Bueno e il brano ugualmente intitolato Amen della cantante slovena Ana Soklič;
- L'edizione del 2020 è l'unica edizione a essere stata cancellata, a causa della pandemia di COVID-19 in Europa; in sua sostituzione è andato in onda lo show Eurovision: Europe Shine a Light;
- L'edizione del 2023 è stata la prima a essere organizzata congiuntamente da due emittenti di paesi differenti (la britannica BBC e l'ucraina UA:PBC).

### Controversie
- Nel 1969 l'Austria si ritirò non volendo partecipare alla competizione che in quell'anno fu ospitata a Madrid, in Spagna, che era ancora governata dal regime dittatoriale di Francisco Franco;

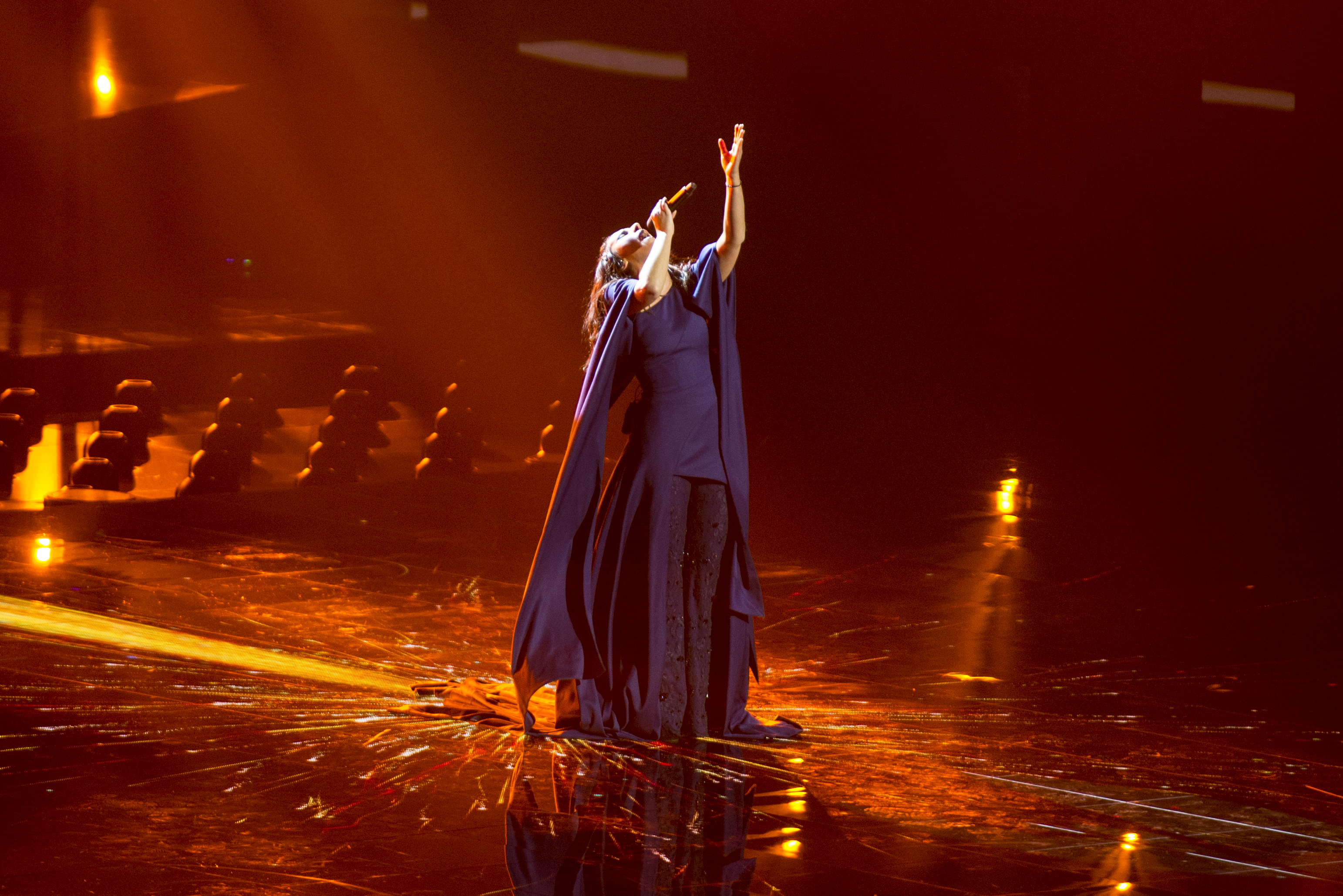
Jamala durante le prove presso il Globen (2016)

- Nel 1974 la Francia si è ritirata in seguito alla morte del presidente Georges Pompidou, avvenuta il 2 aprile di quell'anno. Tuttavia la Francia partecipò senza penali l'anno successivo;[65]
- Nel 1975 si pensò che lo Stockholmsmässan sarebbe potuto essere bersaglio di un attacco terroristico da parte della RAF (estremisti di sinistra tedeschi). Il 24 aprile, un mese dopo l'edizione, è stata attaccata l'ambasciata della Germania Ovest a Stoccolma;
- Sempre nel 1975 la Grecia si ritirò a causa dell'esordio della Turchia, con cui era in conflitto dopo l'invasione di Cipro. L'anno successivo sarà la Turchia a ritirarsi dopo il ritorno della Grecia. I due Paesi si incontreranno solo nel 1978;
- Nel 1979 la Turchia si ritirò dal momento che molti Paesi arabi non vedevano di buon occhio la partecipazione in terra d'Israele;
- Nel 2009 la Georgia, a causa del conflitto con la Russia (nazione ospitante), ha rinunciato alla partecipazione;

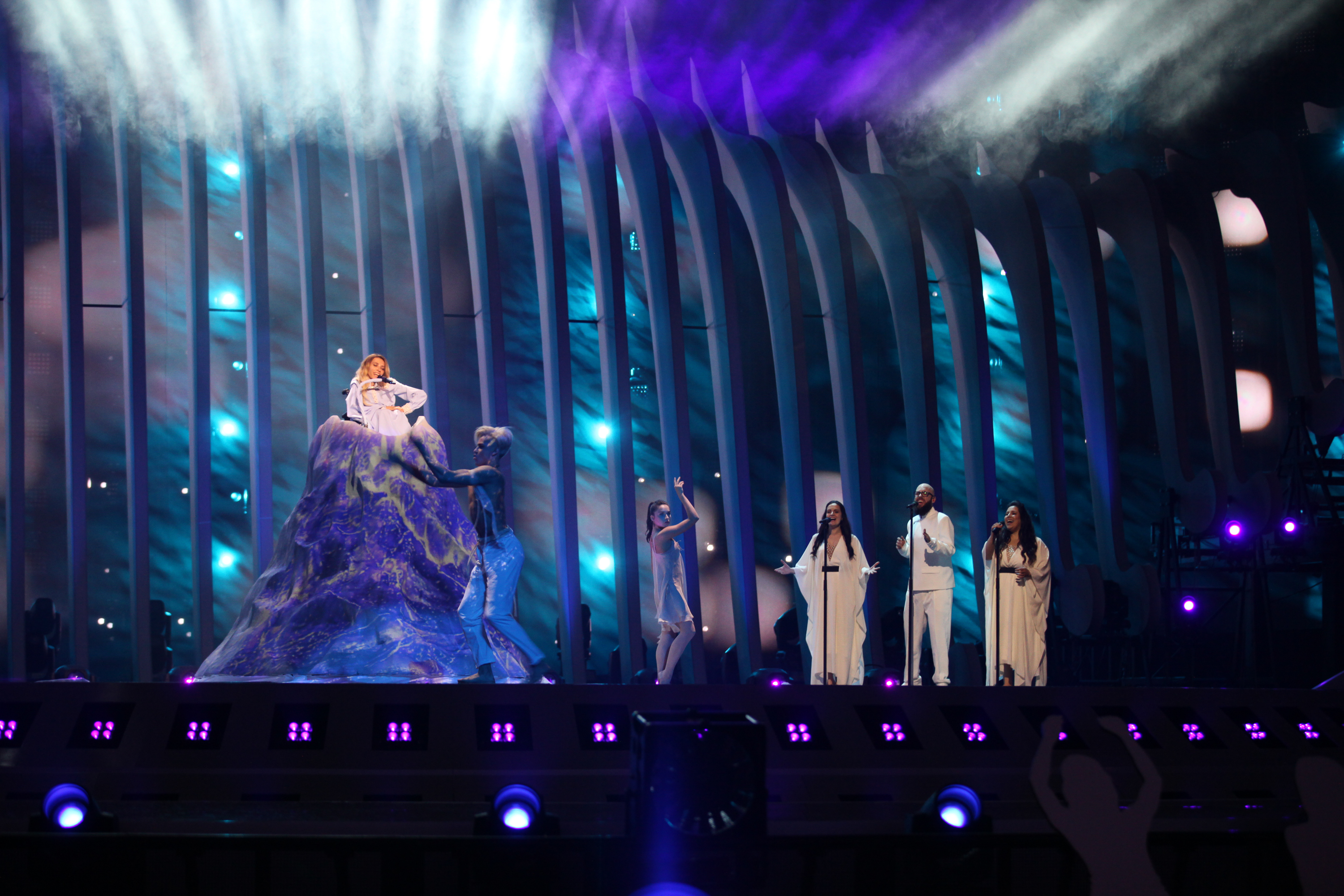
Julija Samojlova nel 2018

- Nel 2012 l'Armenia, a causa del conflitto con l'Azerbaigian sul territorio del Nagorno Karabakh, si è ritirata, poiché non vedeva garantita la sicurezza della propria delegazione;
- Nel 2013 la Turchia si è ritirata dalla manifestazione, non approvando l'uso delle giurie e il sistema dei cosiddetti Big Five;[66]
- Nel 2016 la Romania è stata squalificata, nonostante avesse scelto regolarmente cantante e brano (Ovidiu Anton, Moment of Silence), a causa di un debito di TVR (emittente romena) verso l'UER di 14,5 milioni di franchi svizzeri;[67]
- Sempre nel 2016 la vittoria di Jamala con 1944 ha suscitato le polemiche della Russia, che riteneva il messaggio della canzone troppo politico e non conforme al regolamento dell'UER;[68]
- Nel 2017 la Russia, a causa di una controversia politico-legale con l'Ucraina, riguardante la cantante russa Julija Samojlova (a cui era vietato l'ingresso in Ucraina), si è ritirata non trasmettendo l'evento. Perciò l'UER in seguito ha sanzionato entrambe le emittenti: Pervyj kanal è stata richiamata per non aver trasmesso l'evento, mentre UA:PBC è stata multata per aver ignorato le regole e le richieste dell'UER impedendo la partecipazione della Russia;[69]
- Nel 2019 l'Ucraina, che avrebbe dovuto essere rappresentata da Maruv con Siren Song, si è ritirata a causa di alcune controversie riguardanti il contratto da siglare tra la cantante e l'emittente e anche in seguito al rifiuto degli altri finalisti del Vidbir di sostituirla;
- Nel 2021 la Bielorussia è stata esclusa dalla partecipazione per non aver presentato un brano conforme con il regolamento del concorso, dopo averne già proposti due con espliciti riferimenti politici riguardo alle proteste nazionali;[70]
- Nel 2022 la Russia è stata esclusa dalla partecipazione a seguito dell'invasione del territorio ucraino da parte delle forze armate russe; la Russia non ha preso parte nemmeno alle edizioni successive, dopo l'uscita delle proprie emittenti dall'UER per protesta.[71]